# Милан Обреновић
Милан I Обреновић (Марашешти, 10/22. август 1854 — Беч, 29. јануар/11. фебруар 1901), пре крунисања за краља Милан Обреновић IV, био је кнез Србије (1868—1882), први нововековни краљ Србије (1882—1889) и командант активне војске Србије (1897—1900).
Будући српски краљ је био друго дете и син Милоша Обреновића, сина Јеврема Обреновића (рођеног брата кнеза Милоша), и Елене Марије Катарџи. Милан је имао тешко детињство у Молдавији, па је његов старатељ постао кнез Михаило Обреновић. После убиства кнеза Михаила је сазвана Велика народна скупштина са намером да се одабере нови кнез, али је гласање пресрео министар војске Миливоје Петровић Блазнавац, и прогласио тада 14-годишњег Милана за кнеза. Скупштина је касније потврдила затечено стање, па је Милан постао званично кнез. Пошто је био малолетан, уместо њега управљало је трочлано намесништво у ком су главну улогу имали Миливоје Блазнавац и Јован Ристић. Власт је преузео 1872. године и током своје владавине ослањао се на војску. Под притиском јавности Милан је 1876. године објавио је рат Османском царству. Неспремна српска војска је поражена у Првом српско-турском рату, али је победила у Другом српско-турском рату. После овог рата Србији је на Берлинском конгресу призната независност, а у њен састав су ушли нишки, пиротски, топлички и врањски округ. Милан је био разочаран руском подршком за стварање санстефанске Бугарске, па се од тада у спољној политици ослањао на Аустроугарску, са којом је 1881. склопљена Тајна конвенција. Њоме је Милан стекао аустроугарску подршку за проглашење Србије y краљевину, што се десило 1882.
Иако је Србија добила независност и постала краљевина на Милана су извршена за кратко време три атентата (Теразијска бомба, Илкин атентат и Ивањдански атентат), чија је позадина била последица одвајања Србије и Босне и њихово потпадање под Аустроугарску, односно европску сферу утицаја. Постоји и још један случај могућег атентата на њега 1884. када је један воз, у коме је он са породицом требао да буде али је закаснио, искочио из шина у једном насељу поред Пеште. Краљ Милан није имао подршку у народу, па је од страха од народне побуне одлучио да се од народа покупи све оружје, што је био повод за избијање Тимочке буне у источној Србији. Побуна је угушена, а за њу су окривљени радикали. Тронедељни српско-бугарски рат који је 1885. почео краљ Милан Обреновић због припајања Источне Румелије Бугарској знатно је ослабио краљев положај у земљи. Краљ Милан је 1888. године донeо либералнији устав, познат као Радикалски устав. Затим је абдицирао и оставио власт сину Александру и напустио земљу. Упркос томе је и даље имао приметни незванични утицај на Србију. Конкретно је посредно сменио Лазара Докића на месту васпитача свог сина, и поставио Јована Мишковића, а организовао је и државни удар 1893. приликом кога се син Александар Обреновић прогласио пунолетним, и преузео власт директно у своје име.
У Србију се вратио 1897. године као командант активне војске Србије, коју је потпуно реформисао и модернизовао, што ће се показати значајним за српске победе у Балканским ратовима и Првом светском рату. На ту функцију га је син именовао 25. децембра 1897. године. Поред тога је имао битну улогу у формирању владе Владана Ђорђевића, који је био познат као Лични режим и Октобарски режим, и који се одржао нешто мање од три године. Према различитим тумачењима, Милан је у овом периоду био у најмању руку савладар са сином, а по некима и де факто краљ Србије. Заувек је отишао из Србије 1900. године јер није подржавао Александров брак са Драгом Машин, што му је и образложио у једном писму које је напослетку отишло у јавност у целој Европи.
Преминуо је 29. јануара/11. фебруара 1901. године, у Бечу, од упале плућа. Једини је владар из династије Обреновић који није умро на власти, и једини који је преминуо у иностранству, и који се родио ван граница Србије. Такође је једини владар из династије који је преживео покушаје атентата.
Слободан Јовановић је у својим делима која се баве Миланом, рекао да је у кратким цртама значај његове владавине то што је успео да отклони опасност Аустрије од Србије, у тренутку када је она могла бити врло опасна по њу, и то што је успео да види и да се избори за крупније државне циљеве за разлику од парламента који се више бавио локалним питањима. Као ману је истакао то што је превише подлегао у борби против парламентаризма, и то што је проневерио првенство Србије на Балкану након Српско-бугарског рата, али да не би било право да се због тога забораве предности његове владавине, којих је било и које нису мале.
Једна од занимљивијих аспеката његове владавине је и то што је био релативно млад кад је био на челу Србије. Службено је постао кнез са 14 година, добио је првог сина у 22 године, постао је краљ са 28, а абдицирао са непуних 35 година.

## Младост
Рођен је на велепоседу свога оца Милоша, сина Јеврема Обреновића рођеног брата кнеза Милоша Обреновића. Миланова мајка Елена Марија Катарџи била је ћерка румунског грофа Константина Катарџија. Милан је био једини њихов син, и имали су и ћерку Томанију која је прерано преминула. Брак Миланових родитеља био је нескладан, а супружници су брзо почели да живе одвојено. Отац Милош је умро од туберкулозе у Београду 20. новембра 1860. што је била делимично последица неуредног живота.
После смрти оца, о Милану се старала мајка која је водила раскошни живот аристократкиње. Милановом васпитању није поклањала нарочито пажњу. Бригу о младом Милану је преузео његов стриц, кнез Михаило Обреновић, кнез Србије. Милан Обреновић долази са шест година у Крагујевац код кнеза Михаила који води рачуна о њему. Кнез му је обезбедио изврсну гувернанту која га је васпитавала и подучавала.
По сазревању, кнез Михаило шаље Милана на школовање у париски лицеј Луј ле Гран. Васпитање које је Милан добио у Србији било је доста оскудно. Околина Миланова је код њега врло рано уочила две карактерне црте: рану необичну умну бистрину као и нервозни страх. Страх је проистицао из свести да је његов претходник био убијен. Био је окружен непријатним и нерасположеним људима у Крагујевцу, који су покушавали на све могуће начине да га уназаде. Васпитач Хиет је био можда једини човек кога је он у свом животу поштовао и којег се бојао. Као један од главних васпитача младог Милана Обреновића нашао је познати дубровачки песник и племић нежења Медо Пуцић. Упркос томе што је његов избор испрва деловао јако добар, после смрти Хиета био је изгледа најгори могући, јер ма колико учен и искусан био, показао се као обична приморска "левента". Био је добар забављач и дружбеник младог владара, али не и васпитач.

## Наводи да није Обреновић
Када је дошао на чело Србије као кнез, у јавности су почеле да се шире приче да му отац није Милош Ј. Обреновић, а чак ни да се не зове Милан, већ да му је право име Емил Разнован. Такође се помињало и то да је Миланов отац неки румунски пуковник, или чак румунски кнез Александар Куза, са ким је његова мајка Марија ушла у јавну ванбрачну везу убрзо после развода од Милоша. Једну формулацију овога је написао и Стојан Протић у новинама Радикалне странка Самоуправи: Природа и неунакажена историја знају за три Обреновића владаоца. Али Србија, благодарећи Блазнавцу Миливоју и помало Јовану Ристићу, зна за пет.
Слободан Јовановић је у својој књизи Влада Милана Обреновића (1. књига) демантовао те наводе као неосноване, наводећи да Државни архив краљевине Србије има податке о васпитању младог Милана у Паризу, који су слати његовом стрицу кнезу Михаилу. Јовановић такође пише да се у Министарству иностраних послова међу документима Јована Мариновића налази писмо из 19. (7) августа 1863. које је послао Милановом васпитачу Хијету, у коме се наводи да му се кнез Михаило захваљује што је прихватио да васпитава Милана, и да му у то име сваког месеца стиже уплата од 1.000 динара за трошкове. Поред тога, 1929. је Милош Црњански као новинар Времена у три чланка од 19. до 21. јула објављивао писма Милоша Јевремовог, Марије Обреновић, њене мајке и кнеза Милоша у којима се новорођени син млађег Милоша и Марије ословљава искључиво као Милан, а не Емил, а Маријина мајка је Милану у писму од 1872. писала да се она беспрекорно понашала док је била удата за Милоша. Поред тога, Милан је личио на Милоша, поготово у зрелијим годинама.

## Долазак на престо и период владавине Намесништва (1868–1872)

### Санирање последица Топчидерске катастрофе
Вест о убиству кнеза Михаила 10. јуна 1868. у Кошутњаку затекла је четрнаестогодишњег Милана Обреновића усред школовања у Француској. Истог дана је образовано привремено Намесништво предвођено Јованом Мариновићем, у којем се нашао и његов лични пријатељ Илија Гарашанин, Формирана је привремена влада на челу са Миланом Петронијевићем. Привремено Намесништво издало је прокламацију о сазивању Велике народне скупштине ради избора новог кнеза за 2. јул 1868. Милан Обреновић је допутовао у Београд 23: јуна 1868. Војска Београдског гарнизона, предвођена министром војним Миливојем Блазнавцем, извикала га је 12. јуна за наследног кнеза. Тиме је прејудицирана одлука народног представништва и потврђена је улога војске, али и претежнија улога министра војног Миливоја Петровића Блазнавца над значајним политичким личностима у земљи. Скупштина је 2. јула решила питање попуњавања упражњеног престола тако што је акламацијом за наследног кнеза Србије прогласила Милана Обреновића, а изгласала је и нове намеснике. Током кнежевог малолетства, у његово име државом је од 2. јула 1868. до 22. августа 1872. управљало трочлано, Друго намесништво, у саставу – Миливоје Петровић Блазнавац, Јован Ристић и Јован Гавриловић, Спољни утицаји на ове догађаје били су веома велики.
О наводној незаинтересованости великих сила за избор новог кнеза причало се много и у конзуларном телу у Београду, и у европским кабинетима. То је ипак била само форма коју су демантовале акције предузимане из престоничких центара. Чињеница да је малолетни Милан Обреновић био не фаворит, већ једини кандидат за српски престо, могла је импоновати погледима свих сила, јер су знале да ће, макар за извесно време, Србија бити немоћна да активно делује на спољном плану. Посебно је у Бечу наглашавано као пожељно да на упражњени престо дође млади слаб кандидат, те је тамошња влада, преко својих заступника у Европи, затражила садејство Париза, Лондона и Берлина како би султан и Порта што пре дали сагласност за избор Милана Обреновића. Блазнавац и Ристић су одмах по преузимању дужности од привремених намесника настојали да подршку у добијању берата са наследним правом за кнеза затраже од европских сила. За брзо и повољно решење наследности престола намесници су највећу захвалност дуговали Аустро-Угарској подршци. Берат о наследности престола, о којем Порта није хтела да чује после повратка Обреновића 1858, издат је већ 16. јула 1868. Портин изасланик га је донео 29. јула, а читан је свечано у двору два дана касније, у присуству дипломатског кора, намесника и министара.
Питање избора намесника је такође било веома актуелно. Аустроугарска је желела људе „који би наставили спољну политику Србије у духу покојног кнеза Михаила“, те је подржала Блазнавца у изградњи његове апсолутне моћи, да би јој се овај реванширао истискивањем руског утицаја из Србије. 70.000 војника које је као министар војни имао под собом, представљали су снагу због које су се у Бечу определили да га једнодушно подрже. За Јована Ристића се сматрало да ће, као Блазнавчев пријатељ, прихватити његову спољну политику, а о трећој личности у Намесништву, Јовану Гавриловићу, није ни расправљано. Потискивање проруски настројених Илије Гарашанина, а посебно Јована Мариновића који је огромну снагу црпео из руског покровитељства и породичних веза (будући да је био зет српског милионера Мише Анастасијевића, а да му је пашеног био синовац кнеза Александра Карађорђевића, Ђорђе), истовремено је означавало узмицање руског утицаја у Србији у корист аустроугарског. Из страха да би нереди у Србији могли лако да пренесу узнемиреност међу „нашим народима", подршка Аустроугарске привременој српској влади у очувању унутрашњег мира је постала основа политике Беча према Београду.
Руски званичници су о Блазнавцу мислили све најгоре – да је сплеткарош, интригант, антируски настројен, да је „туђ човек, „телом и душом привржен Аустрији“. О Ристићу се мислило да је способан и паметан политичар, али да су му амбиције безграничне и да га оне нагоне да не бира средства и да се не држи принципа. Ипак, у инструкцијама из Петрограда упућеним Шишкину после убиства кнеза Михаила сугерисани су уздржаност и смиреност. На Шишкинове острашћене извештаје канцелар Горчаков је одговарао како Шишкиново понашање не одговара достојанству Русије, јер „ко год (да) управља Србијом, никоме неће успети да од ње направи непријатеља Русије.
Упркос стварној и фиктивној помоћи Аустро-Угарске у савладавању основних тешкоћа изазваних убиством владара, оправдани разлози за безрезервно везивање Србије за ту силу, те за отуђење Србије од Русије нису постојали, закључили су намесници. Босна и Херцеговина, као најважније питање у односима између Србије и Аустро-Угарске, остало је да лебди у ваздуху. У преговорима са Пештом око најуопштенијих оквира, до краја 1868, није било помака. Блазнавчевог изасланика, упућеног убрзо после Топчидерске катастрофе у Пешту, Андраши је примио резервисано и више узгред, присећао се где су застали преговори за кнежевог живота. Андраши је констатовао да ће без кнеза Михаила цела ствар „мало теже“ ићи, рекао је и то да српско-мађарски савез „није немогућ“, али да за њега тренутно нису погодне околности. Конзул Бенјамин Калај, међутим, није дословце применио Андрашијеве сугестије да „не потхрањује ванредне наде“ код Срба. Почетком јула 1868, а уз помоћ Антонија Орешковића подметнуо је један меморандум намесницима „у погледу ужег савезништва с Мађарском“. Намесници се нису огласили из простог разлога што план о савезу није озбиљно узиман у обзир, ни на српској, нити на мађарској страни. Отворених разговора између мађарског председника владе и за- једничког министра иностраних дела Аустро-Угарске Фридриха Фердинанда Бајста о Босни није било. Такозвани „план о Босни" био је чиста апстракција, како за Мађарску, тако и за Србију. Много важније питање било је шта је заправо стајало иза свега и зашто су га српска и аустроугарска страна вештачким путем одржавале у животу.
Основна замисао Андрашија била је да, као помоћ Србији у задржавању акција Беча у Босни и Херцеговини, издејствује њену неутралност у предсказиваном аустро-руском рату, заправо да у том случају Србија не нападне Турску, која је требало да притекне у помоћ аустроугарској војсци као савезница. Радило се о крајње нереалном захтеву, како су тада приметили у Београду. Задржати Србе у Србији и изван њених граница у стању неутралности у рату у којем би се сукобиле Русија, с једне, и Аустро-Угарска и Турска, с друге стране, не би било могуће ниједној српској влади. Јован Ристић је инсистирао искључиво на необавезујућем пријатељству између Србије и Мађарске. Тврдио је да мађарска подршка Србији не би била једнострана, већ би се Србија одужила тиме што би се одрекла претензија северно од Саве и Дунава, али би се зато ширила пре- ма словенским покрајинама у Турској. Убрзо је и Блазнавац потпуно прихватио Ристићеву тактику „трампе", стављајући Мађарима у изглед негативне последице, ако се не договоре са Србијом.
Кључна питања за српско-мађарске односе нису била искључиво по- литичке природе. За Србију изузетно важна питања била су и она о уређењу трговинских односа и тарифа, конзуларне јурисдикције и поштанске конвенције, а од 1869. и железнице.
Српско-руски односи су запали у кризу због два основна питања; прво је званично промовисање српско-мађарског пријатељства после 1868, које је до данас је у науци посматрано некритички. Руско-мађарско неријатељство од 1848. буктало је истим жаром. Планови Мађарске да се преко Хрватске (којој треба обезбедити Далмацију, прикључити Војну границу и делове Босне и Херцеговине) шири на југ, а преко Галиције на север, погађали су и српске и руске интересе, те није било реално очекивати да се могу остварити трајније политичке везе и договори између Србије и Мађарске. Српским политичарима је то било јасно. Ипак, због важности трговине, са- обраћаја, а посебно обезбеђивања северне границе од могућих контраакција супарничке династије, они су проценили да су добросуседски односи са Мађарима у државном интересу земље која се нашла у тешкој позицији после убиства владара. Аустро-Утарски конзул Бенјамин Калај, из угла мађарске перцепције решавања Источног питања, често је наглашавао да Монархија не сме губити из вида да Србија има „ауторитет водеће земље потлачених балканских народа" под турском влашћу и да њена мирољубива политика Бечу одговара. Ако Аустрија успе да је стави под свој утицај и да је тако онемогући у подстицању Словена, којих на Балкану има шест до седам милиона, проблема неће бити. По Калају, Монархија је у сваком европском рату морала да има Србију уз себе. Зато је потхрањивао нереалну опцију помоћи Србији на Порти да дође до управе над Босном и Херцеговином, упркос познатој му чињеници да је она јако удаљена од размишљања аустријског цара и владе. За разлику од Пеште, у Бечу су били категорични да Монархији није потребан рат са Русијом па самим тим ни савезништво Србије купљено Босном и Херцеговином.
Од пролећа 1869. председник угарске владе Ђула Андраши отпочиње сврсисходну политику на Истоку, којој су у епицентру две кључне ствари. Прва, развојачење Војне границе, и друга, реализација железничког пројекта Пешта-Солун. Зближене обостраним интересом да пруга за Солун прође најкраћим путем кроз Кнежевину, Мађарска и Србија су покушавале, свака на свој начин, да ослабе оштрицу заједничког опонента – Беча, и да онемогуће изградњу босанске пруге. Од краја 1869. године долази до промена у политици Аустро-Угарске која је мисли о анексији Босне и Херцеговине заменила ефикаснијим средством борбе, које је подразумевало материјално везивање свих Словена за Монархију и то преко Србије. То ће постати важан део стратегије Монархије о продору на Исток. Питања јурисдикције и трговинског уговора са Аустро-Угарском остала су све време Намесништва нерешена, иако се стално обећавало да ће бити разматрана у корист обостраних интереса. До размене ратификација Поштанске конвенције потписане у децембру 1868. дошло је тек 19. августа 1869. Још је значајнија одлука утарског суда да ослободи Александра Карађорђевића услед недостатка доказа, чиме се очигледно желело да се Србија држи у страху и послушности.

### Устав из 1869.
Ако нису хтели видети економски стабилну, изнутра уређену, а посебно не територијално увећану Србију, челници Монархије су, на Калајеве сугестије, здушно подржали ново уставно уређење Србије, које је заживело без икаквих спољних заплета, а на велико залагање бечке владе на Порти. Није било отпора ни осталих гарантних сила, са којим се својевремено сусрео кнез Михаило за време своје друге владавине. Либералне реформе је здушно подржао аустријски конзул Калај, имајући у виду пре свега чињеницу да би либерализација политичког живота у земљи довела до образовања странака, а самим тим и до слабљења спољне активности Србије. Заустављање „освајачких тежњи" Србије, по Калају, било је много значајније од чињенице да би она модернијим и напреднијим уређењем могла постати још привлачнија за околне Јужне Словене. Истицао је да би унутрашњи напредак утицао обрнутом пропорцијом на српске спољнополитичке акције. Био је толико уверљив да је успео да убеди свог министра Бајста да свесрдно препоручи Порти да не испитује „законитост“ српског устава, зато што је Париски уговор из 1856. далеко од становишта да се српска аутономија спутава закидањем пуног законодавног права Кнежевини. У име Монархије је саветовао да се устав прихвати као акт који ће допринети већој сигурности у Кнежевини, Британски конзул Лонгворт предложио је намесницима да, под изговором да је текст устава тешко превести, не подносе примерке устава гарантним силама, па ни Порти, већ да их нотом обавесте да је устав донет. Намесник Ристић је смислио још бољи начин, усмено саопштење, уз напомену да је превод на француски језик у току. Српски капућехаја Јеврем Грујић је 16. августа 1869. однео „комад“ преведеног текста умотаног у кадифу и предао га уз наклон Али-паши „из руке", као што се даје књига на поклон. Потом се бираним речима обратио великом везиру: „Примио сам од моје владе и имам част понудити Вашој светлости један комад нашег садањег Устава" Мада зловољно, велики везир Али-паша прихватио је „поклон" без коментара.
У контексту руско-аустријског ривалства у Србији, усвајање Устава из 1869. године тумачено је успехом Аустро-Угарске, а поразом Русије, јер је један уставни систем који је уведен на руски диктат 1838, напокон пао, Иако се није отворено бунила, Русија је сматрала да је демократија представљала разорни елемент увезен са Запада, са задатком да ослаби младе и немоћне државе, по опробаном моделу Румуније и Грчке, Опасност да Србија падне под непријатељске стране утицаје била је, у очима Русије, сасвим извесна.
Намесници нису звали никог од страних представника на Скупштину у Крагујевцу, не обазирујући се на пребацивања да је тај манир затворености „источњачки“ и неевропски. Тек када су се по затварању скупштине 11. јула 1869. вратили у Београд, посетили су стране представнике. По многим мерилима, међу конзулима је владало мишљење да је реч о „пре- урањеном либерализму“, јер је требало најпре створити образовану и способну администрацију. Овако је улога Државног савета миноризована, а законодавна власт пренета је на Скупштину у којој је 95% неписмених.
Посматран са становишта унутрашњих односа, циљ намесника је био да се на раду и на озакоњењу новог уставног решења укључе и придобију до тада малобројни представници српске интелигенције, који су по свом политичком декларисању припадали крилу либерала и били су блиски организацији Уједињена омладина српска, која је идејно све више скретала улево. Ристић је већ од половине новембра 1868. почео да се „удвара" Омладини. Најпре је позвао Милована Јанковића да се врати у Србију, Стојану Бошковићу је поверио важне уредничке послове у полуслужбеном листу Јединство, а потом и место секретара у Министарству иностраних дела. Друго секретарско место заузео је Милан Кујунџић, такође симпатизер Омладине. Само неколико месеци после атентата у Топчидеру, још један омладинац, Димитрије Матић, постао је министар. Омладину, која је пловила ка „српској републици“, требало је одвратити од тог пута, а посао у државној служби се показао као најбољи начин да се то постигне, а све под девизом обједињавања српских патриота и „поштене интелигенције“. Највећи број интелектуалаца, симпатизера и чланова Омладине, почетком 1869. године нашао се уз Намесништво. Између осталих, у уставотворном одбору се се нашли Стојан и Јован Бошковић, Љубомир Каљевић и Јован Илић. Владимир Јовановић је видео да нема куда, те је и сам понудио Ристићу подршку. Интелигенија, како се убрзо испоставило, није могла ући у Скупштину, будући да државни чиновници нису могли бити бирани за народне посланике, те су многи њени представници својим пристанком на уставни пројекат давали легитимитет намерама намесника да: на перфидан начин скрше опозицију.
На Петровдан 11. јула 1869. Велика народна скупштина у Крагујевцу донела је Устав. Чак пет стотина посланика изјаснило се за владин уставни предлог, што је одавало слику успешног националног концензуса.
„Кнежевина је Србија наследна уставна монархија са народним представништвом”, каже се у првом члану Устава. А тек у десетом члану, где се детаљно говори о наследном кнежевском достојанству Обреновића, помињу се воља српског народа и султанови берати из 1830. и 1868. године, Шта више, наследно кнежевско право уставом је проширено и на мушке потомке кћери кнеза Милоша.
Кнез је по уставу имао широка овлашћења: пуна законодавна и извршна власт– преко министара, врховни заповедник војске, сазива и закључује скупштину, потврђује и проглашава законе, а у случају опасности по државу, управља земљом и без скупштине, уредбама по нужди. Министре поставља и отпушта кнез и једног од њих именује за председника. Министри су одговорни кнезу и Народној скупштини за своја званична дела. Њихова одговорност је кривична, али не и политичка. Министар може бити оптужен када учини издајство према отаџбини или кнезу, кад повреди устав, кад прими мито или кад оштети државу из користољубља. У случају преке опасности за јавну сигурност влада може привремено обуставити личне слободе. Државни савет више није законодавни орган, а чланови Савета су обични чиновници које поставља кнез. Савет даје мишљење влади о предметима које му пошаље, израђује законске и административне пројекте, решава молбе против министарских решења (врховни административни суд).
Скупштина по први пут има законодавну власт и дели је са кнезом, али нема законодавну иницијативу (право да предлаже законе). Закони се не могу без пристанка Скупштине издати, укинути или изменити. Скупштина се састојала од А изабраних посланика и У које поставља кнез и они се зову вирилни или кнежеви посланици (сваки срез и свака окружна варош бирају посланике на 3.000 пореских глава по једног, док је кнез на свака три изабрана посланика бирао једног). Активно бирачко право (право да бирају) имали су сви пунолетни грађани који плаћају грађански данак (порез на имање, рад или приход), чиме је око 65% пунолетног мушког становништва стекло право гласа. Пасивно бирачко право (може бити изабран за посланика): 30 година, порез од најмање 6 талира годишње. Посланици нису мо- гли бити чиновници и адвокати, што је омогућавало влади да лакше упра- вља сељачком скупштином. Војници стајаће војске, ма кога чина, нису имали ни активно ни. пасивно бирачко право. Избори су били јавни и не- посредни у окрузима, посредни (преко делегата) у срезовима. Министри истовремено нису могли бити и посланици (супротно начелима парламен- таризма). Буџетско право је ограничено (ако Скупштина одбије предлог буџета, стари остаје за наредну годину), али се нови порези и прирези нису могли установити нити изменити без одобрења Скупштине, нити је држава могла узети зајам у иностранству без одобрења Скупштине. Судови су независни, али судије нису непокретне, Грађанима су гарантовани право на службу, лична слобода, једнакост пред законом, право сопствености, непо- вредивост стана, слобода говора и штампе (у границама закона). У случају „преке опасности за јавну сигурност“ влада је могла да обустави одредбе о грађанским и политичким слободама.

### Спољнополитички задаци Србије
Србија је у краткотрајном четворогодишњем периоду током Другог намесништва, а за време малолетства Милана Обреновића, искористила добросуседске односе са Аустро-Угарском како би дошла до унутрашње консолидације: избор владара, његово наследно кнежевско достојанство, Устав из 1869, Поштанска конвенција, стопирање пројекта о босанској железници у корист пруге кроз Србију која ће је учинити важном саобраћајном споном између Истока и Запада, али и снабдевање новим оружјем преко територије Дунавске монархије најважнија су постигнућа такве политике. Међутим, намесници су одлично знали да решење најважнијих спољнополитичких питања није могуће постићи уз помоћ те силе, јер се она противила било каквом ширењу Србије, без обзира на етничку и верску структуру становништва европске Турске, те на просрпско раположење знатног дела становништва Босне и Херцеговине о чему су агенти и пограничне власти Монархије редовно извештавали бечки двор.
Поред тога, стање на терену евидентирано од стране српских повереника месеца јула 1868. није уливало сигурност за војну акцију. Упркос свим настојањима српске владе да национално-организационе послове усредсреди у једном центру, то се није могло постићи. Приде, борба са аустријском тајном службом и њеним агентима била је изузетно напорна. Српски повереник, који је имао задатак да придобије муслимане у Босни да се придруже Србима, није успео да обави поверени задатак. Међу градским становништвом, „бошњачким чаршилијама", српски патриотизам се куповао, па је логично што није био постојан. Рад српских агената у Хрватској, Далмацији и аустријском делу Границе (Бродска и Градишка регимента) обављан је уз велике напоре и напрезања, а са незнатним резултатима. Односи са Црном Гором су посебно запали у кризу. Закључак је био да се у Војној граници морају наћи људи од великог поверења, јер „ко има Границу, или за ким Граница пође, тај је у надмоћију“, стајало је у извештају. Блазнавац је тврдио да „ми потпуно располажемо Војном границом“. Аустријски агенти су имали истоветна сазнања, те су њихови бројни извештаји говорили о томе како су граничари спремни да крену у ослобођење Босне. У евентуалном рату Монархија би била у опасности због утицаја Србије у Војној граници, а посебно Мађарској „нема мира ни сигурности“ док се не изврши развојачење. Тај процес је започет царским рескриптом из 1869. Поред ових, било је и других проблема у српској војсци, чији је стални кадар износио свега око четири хиљаде људи, артиљерију је требало ојачати, надоместити мањкавости у броју и квалитету школованих официра. Из свих наведених разлога у првих неколико месеци намесничке управе који су за Србију били критични, према Турској се наступало са великом обазривошћу. Руски цар је подвукао како је смрт кнеза Михаила ослабила центар око којег би се могле груписати одбрамбене хришћанске снаге. Русија је од тог тренутка све интезивније радила на заједничком наступу с западносевроским државама у Источном питању, и то понајпре са Француском (1867/68), затим са Пруском (1869/73), а од тада све интезивније са Аустро-Угарском.
Зато је главни задатак Србије, по схватањима намесника, био да Србија као држава дође до независности и да истакне да је њено право на европске турске територије прече од права великих сила и да се Источно питање без Србије не може решавати. Али, главни сољнополитички циљеви Србије били су препуштени последицама великог ривалитета две најзаинтересованије силе за Балкан. Кроз многобројне сусрете канцелара Русије и Аустро-Угарске, а од 1873. и кроз сусрете царева три северна двора (Немачке, Русије, Аустро-Угарске) негиране су основе политике Србије која је имала два стожера – обезбеђивање легитимитета начелу Балкан балканским народима, а у оквирима тог начела, постављање државних интереса Србије као незаобилазних у променама које велике силе планирају на Истоку. Руски канцелар Горчаков остао је доследан ставу да се спорови на Истоку могу решавати само принципијелним договором између великих сила. Ипак, за разлику од својих колега Бизмарка и Андрашија, он је тврдио да крајње решење може проистећи једино из процеса сталног преобликовања, а у том процесу активни учесници су Турска и хришћански народи, који треба да пронађу modus vivendi. То ће Русији дати спаситељски ореол међу потлаченим народима Балкана, чиме ће она стећи значајну предност у односу на супарнике, Ради се о схаватању и залагању Петрограда за уважавање принципа народности у Османском царству. Тај принцип није однео превагу у европским односима, већ је, применом двоструких стандарда, важио само са „напредне“, „одабране" нације. Западне државе су за модел понашања у Источном питању према хришћанима заузеле став као о „недозрелим“ и за самосталан државни живот неспособним нацијама. Систем „стапања“ или „сливања" народности, промовисан од западних сила Русија није хтела да прихвати. Западне силе су предлагале процес денационализације хришћана у Турској и даље, њихову отоманизацију у оквирима система државне централизације, као базис модерног турског друштва, по западном моделу. Русија је пак тежила поштовању традиције и наслеђа турске државе, са коренима уллрвим вековима њеног постојања, а чије су основе почивале на снажној месној аутономији хришћанског становништва, по- штовању њихових обичаја и права. То би водило у „мирно одумирање Турске“, неминовним процесом одвајања народности, односно изградње њиховог идентитета. Све покушаје Русије да за основу реформи у Турској наметне Танзимат, односно деловање по Хатишерифу из Гилхане и Хатихумајуна из 1856, велике силе су одбиле, иако су танзиматске реформе биле одобрене на међународној конференцији у Паризу 1856. Енглеска је била стриктна да западне силе желе „фузију раса" под једним владарем, уз поштовање грађанских и људских права, иако је тај образац био апсолутно неприменљив на турско друштво.
За придржавање мирног и еволутивног развитка у решавању Источног питања, што је подразумевало безусловно поштовање територијалног ин- тегритета Турске, намесници су тражили администрацију над Босном и Херцеговином, управо као продужетак планова покојног кнеза. Суштина предлога намесника огледала се у поновном ажурирању принципа немешања или неинтервенције од стране великих сила, што је својевремено пре- дложила Русија (1867), а што велике силе нису прихватиле, Немешање ве- ликих сила у односе између вазала и сизерена требало је да све спорове сведе на чисто унутрашња питања Османског царства. Намесници су пре- длагали да се сви сукоби на релацији између Турака и хришћана одстране тако што ће се њихови односи свести на питање трибута, пореза, односно да Србија плаћа Турској годишњу ренту за уступање управе над Босном и Херцеговином. Уређивање администрације која би се идентификовала са оном у Кнежевини трајало би најмање тридесет година, тврдио је Блазнавац.
Међутим, намесници нису гајили наде уз помоћ Монархије, већ су од 1868. до 1872. покушавали да за тај план заинтересују кратко време Француску, а затим Велику Британију, јер су то биле две силе које су се константно ангажовале на истискивању руског утицаја из Србије. Осим тога оне још увек нису биле спремне да због отпора према Русији делегирају своје гласове у погледу судбине Балкана у корист Аустро-Угарске.
То се ускоро променило након значајних догађаја – Француско-пруског рата 1870/71. и руског циркулара из 1870. године о престанку важности одредаба Париског мира о забрани пловидбе руских бродова Црним морем. Такву промену једног међународног уговора, с вољом или не, прихватиле су све силе на конференцији у Лондону 1871. Жиг руског пораза у Кримском рату уклоњен је, а Русија се на међународну позорницу вратилу у својству равноправног актера. Та чињеница била је од великог значаја за Србију и њене спољнополитчке акције.

### Српско питање и европски заплети
Још септембра 1870. Намесништво је послало у Цариград свог дипломатског представника (капућехају), Филипа Христића. Христићев главни задатак био је да покуша да припреми дипломатски терен да се договорним путем реши питање Босне и Херцеговине. Шансе нису биле велике, јер су Турској у отпору припомогле и Аустро-Угарска и Русија које су настојале да питање решавају међу собом. Убрзо након победе над Француском 1871. придружила им се и Немачка, од које је Србија очекивала „снажну заштиту“ и „моралну потпору“ у културним и политичким тежњама на Балканском полуострву. Порука Блазнавцу од канцелара Бизмарка била је кратка – Србија може да рачуна на Немачку у испуњењу својих жеља само ако су оне у сагласности са Русијом и Аустро-Угарском. Блазнавац и Ристић нису могли да се отргну утиску да су управо ту околност желели да избегну.
Зато намесници доносе одлуку да малолетни кнез, у пратњи првог намесника, посети руског цара у његовој резиденцији у Ливадији, на Криму 1871. године, Кнез је пристигао у Ливадију 22. октобра и био је одмах примљен код цара, „очински“ и „најусрдније". О српско-руским односима разговарало се отворено. Цар је објашњавао неутралан став Русије у Француско-пруском рату, али се истовремено изражавао у духу снажних словенских осећања. Србији је саветовао стрпљење и мудрост. Илузије код Срба да ће се оснажена Русија ухватити одмах у коштац са Источним питањем распршене су.
У време европских заплета изазваних француско-пруским ратом 1870/71. долази до покушаја српског грађанства у Угарској предвођеног Светозарем Милетићем, вођом Српске народне слободоумне странке, да се путем револуционарно-социјалистичког крила УОС убрза устанак на Балкану, који би најпре био запаљен у Босни и Херцеговини. Србију је требало изазвати што пре на рат с Турском. Да би се то постигло тражено је садејство Цетиња, јер се рачунало на ривалство два српска центра те да један неће дозволити друтом да делује самостално. Уочи забране рада Уједињене омладине српске извршено је претварање те организације у револуционарне одборе. Поред одбора у Новом Саду, до измака 1871. године образован је одбор на Цетињу и у Београду. Намесници су целокупан тај посао сматрали Милетићевим делом, али су страховали од социјалиста много више него од њега. Зато су и намесници прихватили преговоре са главним представницима одбора, надајући се да ће тако имати контролу над њима.
Први састанак Јеврема Марковића, као опуномоћеника Одбора у Београду, и Блазнавца организован је 26. децембра 1871. године, дакле пре него што је јануара месеца 1872. конституисан Главни одбор за српско ослобођење у Србији. Блазнавац се није слагао са Марковићевим предлотом о устанку, већ је изнео реалнији план по коме би се све припреме за устанак вршиле са знањем и под руководством Србије. Сумирајући извештаје са терена, увидело се да су многе процене нереалне и да у Босни и Херцеговини нису испуњени ни психолошки ни војни услови за ратовање. Да би контролисао рад Одбора, Блазнавац је дозволио српским официрима да му приступају, да помажу организацију и спрему месних одбора. Неслагање намесника и Одбора око начина и времена деловања и подизања устанка довели су до погоршања односа и удаљавања Јеврема и Светозара Марковића и Светозара Милетића од српске владе.
Из Петрограда су стизала упозорења намесницима да своје односе са Омладином држе под контролом, јер она може навести Србију на опасан пут. Русија се од последње четвртини 19. века јавља као противник велике словенске државе на Балкану, оне која би могла да обухвати и католичко становништво, па самим тим да потпадне под утицај папе и латинског Запада. Због компромисне политике према Бечу била је и против стварања велике српске државе, правдајући свој став недостатком потенцијала Србије да обједини српску нацију у широким државним границама, поготово не без помоћи Русије. Тиме је настојала да Србију задржи у зависничкој позицији, што није било тешко с обзиром на чињеницу да Србија заиста није имала снаге да се сукоби са стотину хиљада турских професионалних војника, нити је успела да усредсреди центар ослободилачких акција у својим рукама. Посебно је лоше стајала са Црном Гором, са којом је у више наврата безуспешно покушавала да дође до војничке конвенције. Русија је подржавала кнеза Николу у отпору, знајући да Србија не може да крене сама у рат против Турске. До неспоразума између Београда и Петрограда дошло је због размимоилажења у питањима начина, времена и средстава којима би се најповољније могло решити Источно, а у оквиру њега и српско питање.

### Стицање државне независности као главни циљ српске спољне политике
Србија је дакле морала да ради на томе да заинтересује Русију да подржи и помогне њене спољнополитичке планове, што је било изузетно тешко имајући у виду руске приоритете. Намесници су размишљали како да покрену Русију која их је одговарала од сваке акције. План о територијалном увећању и признање државне независности Србије из марта 1872. оставио је значајан утисак на руске званичнике, док је покренуто малозворничко питање имало за циљ да покаже како је сваки договор и развитак Србије под Портиним суверенитетом у будућности немогућ.
Половином фебруара 1872. српска влада је предала Порти ноту о Малом Зворнику, који је по Хатишерифу из 1833. и разграничењу које је потом уследило, скупа са Сакром, припао Кнежевини Србији, а муслиманско становништво које је требало да се исели у року од пет година, то није учинило. На рачун намесника изречене су врло субјективне оцене у науци о томе како је уместо велике ослободилачке акције на Балкану Намесништво затражило три стотине кућа на Дрини. Такав цинизам последица је непознавања кључних историјских догађаја. Невршење одредаба од стране Порте, давало је Србији могућност да и она пренебрегне своје обавезе, а да пред међународном заједницом за то не сноси одговорност. Штавише, Русија је била директно умешана, јер је извршење хатишерифа стајало под њеним надзором. Намесништво је рачунало да ће у случају рата против Турске Србија имати на својој страни Русију, јер њено државно достојанство захтева да се поштују уговори које је она закључила са другом државом. О томе је било речи у Ливадији 1871, где је Блазнавац изразио сагласност пред царем да ће се против Турске кренути пошто се заједно с Русијом одреди повољан тренутак, Испоставило се да је Србија пожуривала тај тренутак тиме што је отворила питање Малог Зворника и Сакра без консултовања са Русијом.
Намесници су учинили крупан корак предавши Русији мемоар којим се од ње тражи да подржи њихову намеру да Србија, у случају да Порта не изврши своју обавезу по хатишерифу, прогласи државну независност, а ако буде нападнута од Турске, да одговори прихватањем рата. Цео план садржан у мемоару, датиран је у Београду 18. марта 1872, а предат је руском конзулу пет дана касније. Остварењем овог плана, по рачуници намесника, Србија би добила на угледу међу околним народима, биле би ојачане њене унутрашње позиције и позиције династије, а више не би плаћала данак Порти. Такође би се створили бољи услови за економски напредак земље, будући да су интереси Србије по трговачком аустро-турском уговору из 1862. године били знатно угрожени. То би условило и политичку еманципацију од Аустро-Угарске. Намесници су отворено истакли у мемоару да тиме отварају српско питање, за чију ће се реализацију ослањати на руске савете. Рат у циљу ослобођења и уједињења нације у будућности је неспоран, каже се у мемоару, али за почетак тог процеса независност ће бити важна прекретница.
Мемоар о независности није се допао руским званичницима, па ни руском амбасадору у Цариграду Игњатијеву. Они су предвиђали катастрофу уколико би се без повода и повољних околности ушло у рат против Турске. Русија није могла да помогне, она је већ прекршила Париски уговор нотом о Црном мору, те не би имала више начина да остале силе задржи од интервенције. Стога је саветовано чекање боље прилике. Те 1872. године раскорак између две земље по питању рата против Турске, али и по питању увећања српске државне територије и формирања снажне српске државе, постао је већи него икада раније. Русија је претила Србији да ће сносити одговорност за сваки корак који предузме мимо њених савета. Завршна реч из Петрограда је била јасна – Русији је заузета својом унутрашњом консолидацијом и реформама и жели да је са свим државама у миру. „Ви да уђете у рат кад вам је воља, а ми после морамо да вас избављамо“, рекао је канцеларов сарадник Стремоухов и додао да би то водило Русију у рат са целом Европом, што она не жели. Горчаков је са будном пажњом пратио реакцију намесника на оштра и претећа упозорења. Намесници су били затечени и обесхрабрени чињеницом да се Србији одриче слобода деловања према Турској, односно да јој се спори право наслеђа над турским европским провинцијама. Претходни Ристићев став да ће Србија ићи својим путем без обзира на одговор Петрограда, морао је бити ревидиран. Намесници су 11. и 12. маја 1872. морали да потврде пред руским конзулом Шишкином да неће предузимати ништа пре кнежевог пунолетства, да ће испуњавати и повиновати се вољи руског цара. Србија се вратила расположивим дипломатским средствима, али не престајући са радом на војним припремама.
У односу на Грчку, Румунију, Црну Гору и Бугаре, Србија је у наоружању најбоље стајала, али још увек недовољно добро да преузме терет сукоба са Турском. Наоружање Србије је текло упоредо са осталим активностима, дипломатским, културним и просветним. Контигент од 16.000 пушака, рађених у Америци, пристигао је преко Хамбурга у Србију током децембра 1868. У крагујевачком Војнотехничком заводу радило се удвострученим капацитетом на изливању топова и припреми муниције, а велики напредак учињен је у организацији и опреми пољских батерија. Преправљено је 40.000 пушака на стражно пуњење, капацитета четири зрна у минути, и оне су већ предате првопозивцима. Интезивно се радило и на уједначавању разних калибара у заводима у Београду и Крагујевцу. Био је то знак да Србија није чекала будућност неспремна, како су је у Русији оптуживали, мада је било јасно да Србија не може сама да савлада противника и да би јој то било могуће тек ако би Војна граница са севера подржала устанак у Босни и Херцеговини, а Црна Гора напала Турску с југа. Буџети Србије за војску су износили 27–30% укупног годишњег буџета од 1868. до 1872. године.
Блазнавац је пре јесени 1869. поручио 70.000 војних униформи у Аустрији, а крајем године петнаест милиона патрона у Француској и „пибоди" пушака из Белгије, што је требало да пристигне у Србију почетком 1870. тодине. У априлу и мају 1870. намесници су послали изасланика по пушке у Берлин. Гро својих војних лица упутили су на пруско ратиште да проучавају начин ратовања, војне фабрике и војни санитет. До почетка 1871. укупно је 60.000 пушака било преправљено на стражње пуњење, а са још 20.000 комада, које ће се преправити до краја марта 1871, Србија је располагала са 80.000 комада тог оружја. Унифицирани су калибри, те их је остало само два, један по баварском, а други по пибоди систему, А све што је постигнуто било је прокријумчарено уз велике финансијске жртве. Скупштина из 1870. године одобрила је ванредна средства за војску. Стајаћа војска је са четири увећана на шест хиљада људи, распоређених у различите родове: пешадија 39%, артиљерија 25%, жандармерија 20%, инжењерија 12% и коњица 3%. Уочи Француско-пруског рата процењивало се да Србија има око 70.000 војника народне војске. Процене страних експерата су биле да се ради о преувеличаном броју и да Србија не може да мобилише више од 50.000, највише 60.000 припадника народне војске. По Блазнавчевим проценама војска је располагала са четрдесет и две батерије, двадесет и пет у редовној и седамнаест у народној милицији.
Биланс четворогодишњег рада на усавршавању и употпуњавању војних потреба јасно се види из Прегледа бројног стања и устројства Српске народне војске за годину 1872. У осамдесет батаљона пешадије првог позива служило је 57.600 војника, 1.840 виших и 6.640 нижих старешина. У тридесет и три ескадрона било је 4.158 војника и 660 виших и нижих старешина. У четрдесет и једној артиљеријској чети служио је 6.721 војник и 955 виших и нижих официра. Само војника и старешинског кадра у првом позиву је било 78.574. У другом позиву је у осамдесет батаљона пешадије било 40.640 војника и 6.800 виших и нижих старешина. Једино је за други позив остало још 16.997 пушака спредњача, док је сва остала војска имала острагуше. Најснажнији род војске је била артиљерија, која се захваљујући знањима и ангажовању Миливоја Петровића Блазнавца развијала бржим темпом од свих осталих родова. То ће управо потврдити битке из српско-турских ратова 1876/78. године. О степену и квалитету наоружања уочи рата са Турском Сава Грујић, као експерт и политички ненстомишљеник Ристићев, ипак је истакао да је спрема српске војске солидна и да се после убиства кнеза Михаила 1868. на том пољу доста улагало и урадило.

## Кнез Србије (1872–1882)

### Проглашење кнежевог пунолетства
Кнежево пунолетство свечано је обележено у престоници 22. августа 1872. године. Кнез Милан обратио се народу Прокламацијом о преузимању власти, у којој је акценат стављен на унутрашњу политику, док се спољна политика помиње у најопштијим цртама. Пошто је кнез Милан отпочео самосталну владавину, Порта је са много више пажње мотрила на сваку реч и на сваки корак кнеза и владе. Турски министар иностраних послова тврдио је да је српско право на Мали Зворник „застарела ствар", која, самим тим што није извршена у протекле четири деценије, сведочи у корист Турске, а против права Србије. За тражену железничку везу очекивала је доказе дубоке лојалности Кнежевине према сизеренском двору, док се по питању Ђердапа више није порицало да се ради мимо интереса Србије и њених прибрежних права, а у договору са Аустро-Угарском. Лоше расположење турске владе према Србији Аустро-Угарска је здушно подстицала, као казну и опомену Србији због њеног приближавања Русији. Као одговор на крут став Порте, српска влада је остала при ранијој намери да не исплаћује данак, Хаос због честих смена министара у Турској, финансијска криза у царству, те корупције и интриге у султановој околини постали су свакодневица након смрти везира Фуад-паше 1869, те Алипаше 1871. Царство је све више тонуло, што је положај Срба унутар њега чинило све тежим, а односе Кнежевине према Порти веома напетим.

### Унутрашње политичке борбе у Србији
Од 1874. и 1875. опозиција против кнеза Милана делује у самој Србији, јер су „агресивне патриоте" успели да уђу у Народну скупштину, Опозицију је у скупштини предводио Јеврем Марковић, личност сумњивих циљева и веза око које се окупило више од тридесет незадовољника, између осталих и следбеници његовог брата Светозара Марковића, који су се почели нази- вати радикалима. Управо 1875. они обелодањују свој програм, настао још 1871. године. У Скупштину су ушли као представници народњачке, ради- калске опозиције. Ту наилазе на подршку сељачке групе посланика коју је предводио Адам Богосављевић, што даје нову снагу њиховом невеликом броју. Мада одустају од револуције као главне стратегије, још увек задржа- вају неке револуционарне методе борбе. Своје присталице почињу да орга- низују у широки покрет са циљем борбе за политичке слободе, а против бирократије. Биће то увертира за настанак Радикалне странке 1881. године.
Непосредни интереси опозиције ишли су ка изазивању преврата у Србији и остварењу плана националног уједињења. Опозиција се представљала као следбеник националне политике кнеза Михаила, али она то није била, већ је радила као противник кнежеве „ускосрпске“ политике, коју су таквом сматрали јер није била базирана на револуцији која би објединила српски народ с обе стране Саве и Дунава. Агенти Монархије на Балкану су, међутим, потхрањивали кнежеве страхове од најављиване револуције која би га засигурно збрисала са престола, Кнеза су потресали извештаји из Босне и Херцеговине да се тамо непрестано говори о преврату у Србији. Такозвани „пелагијаши“ или „омладина босанска" имали су разгранате везе са милетићевцима, који су преко Заставе пласирали вест да на српски престо треба довести кнеза Николу који ће повести „народну политику" према Турској. Тешко да би се могао замислити већи раздор између Београда и Цетиња од оног који се постиже истицањем кандидатуре кнеза Николе на српски престо. На инсистирање Русије, кнез Никола се јавно оградио од кандидатуре, уверавајући да није, нити ће бити део сличних планова.
Везе Карађорђевића са омладинским покретом и убиством кнеза Михаила никада нису расветљене, Упркос инсистирању Петрограда да се кнез Милан одржи на престолу, од марта 1875. комешање Петра и Ђоке Карађорђевића, те бившег кнеза Александра, уз српску и босанску границу натерали су Русију да шаље нова упозорења Србији. Аустро-Угарска је врло нехајно преко свега прелазила јер је у Карађорђевићима видела јак адут уз помоћ којег је могла да врши притиске на Србију. То ће нарочито постати видљиво у јулу и августу 1875, када дође до устанка у Херцеговини и Босни.

### Велика источна криза 1875.

#### Притисци и претње Србији
До лета 1875. кнез Милан је успео да донекле консолидује стање у земљи. После двомесечне Чумићеве владе, састав новог кабинета поверио је конзервативцу Данилу Стефановићу, али се сматрало да је прави шеф те владе у сенци заправо Јован Мариновић. Може се слободно тврдити да је Милан Обреновић опстао вољом Русије и Аустро-Угарске, тачније захваљујући њиховом договору о одржању династије Обреновић на престолу. То је битно обавезивало Србију и кнеза на поштовање и повиновање саветима северних дворова, односно политици Тројецарског савеза.
С друге стране, кнез Милан је уочио да су спољноплитичке позиције Србије све слабије услед интезивирања преговора између Беча и Петрограда. У мају месецу 1875. године је поверио Јовану Мариновићу важну мисију у Русији, која је окончана потпуним неуспехом. Главни циљ Мариновићеве. посете руској престоници био је испитивање спремности Русије да свесрдније помогне снажење српске аутономије, пошто се ускладе планови те силе са национално-ослободилачким деловањем Србије. У том случају кнез Милан би се определио за јасну проруску спољну политику. Његова женидба изабраницом из Русије би послужила као природна свеза са великим словенским царством, у којем је могао наћи заклон од аустроугарске насртљивости на Балкану. Мариновић је пре одласка у Петроград свратио у Беч код Андрашија и рекао му да има задатак да поведе женидбену политику, стављајући у изглед потенцијалне невесте из куће Олденбурга или Строзонова. Мариновић је 7. маја 1875. имао пријем код цара и царице и био је срдачно дочекан. Царски пар је изјавио „највећу љубав према кнезу“, али и жаљење што „не налазе засад никакву прилику за вашу женидбу у Русији“. Заправо, било је речи о негирању сваке помисли да кнез може узети за жену не само девојку из царске куће, већ уопште у Русији. Милан је био спреман да прихвати и девојке „из другог круга, али је и такав предлог одбијен. То је значило да Русија не може и неће јаче да истиче своје аспирације у Србији и да она остаје при започетом курсу договорне политике у тој кнежевини са Дунавском монархијом. Уочљива је промена става Русије по том питању у односу на 1871. годину, када је кнезу и његовим пратиоцима у Ливадији речено да ће царица преузети старање око женидбе српског кнеза. Милан Обреновић је одговорио да није друго ни очекивао, осим „платонске" љубави Русије, али је настојао да му Мариновић уговори посету цару на јесен или у зиму 1875. године.
Мариновић је из Петрограда продужио у Берлин, где је више од сат времена водио важан разговор са канцеларом Бизмарком. Разговорало се о ставу Немачке према аспирцијама Србије на околне турске области настањене српским народом, који је изложен бруталностима турске управе, Бизмарк не само да је одрекао подршку, већ се први пут јавно изјаснио да начело немешања на Истоку, које су Руси предложили још 1867. а које Срби желе, сигурно неће заживети. Тврдио је да Србија нема никаквих шанси у рату са Турском, јер би се у њега умешало шест до седам стотина хиљада војника великих сила. Другим речима, Бизмарк је сматрао да судбину Истока држе у рукама велике силе, а не Србија, и да јој је стога паметније да се окрене свом унутрашњем развитку и малој војсци која ће служити за одржавање мира и поретка у земљи, а на велики рат да и не помишља. Сличну поруку упутио је кнезу и Андраши, код кога је Мариновић свратио по повратку из Берлина. Кнез је упозорен да не планира рат против Турске, јер он може скупо стајати Србију коју ће Европа препустити њеној судбини.
Два дана пре почетка устанка у Херцеговини, влади је стигао алармантан извештај да је и сва Босна спремна, да народ моли кнеза Милана да се овенча круном и славом пре него што њихову груду окупирају Немци и Мађари. „Ми без Србије не можемо ништа, а Србија без нас не вреди ништа", поручивали су Срби из Босне. Кнез Милан је делегацији Срба из Босне рекао да се једино могу надати спасу од Србије.
Појава Петра Карађорђевића у Босни, те његови контакти са некадашњим омладинцима а сада револуционарним атеистима и радикалима, затим група сачињена од двадесет и петорице гарибалдинаца и десетак руских официра добровољаца, који су такође сарађивали са револуционарима пре него што су илегално прешли у Херцеговину – све то скупа стварало је слику да је Босна и Херцеговина један велики котао који може да се излије и опустоши околину. Србија се нашла у процепу између деловања договорне политике трију дворова на Истоку, њихових подземних радњи, те активности сопствене опозиције која је некада радила преко Уједињене омладине српске, потом преко револуционарних одбора, а сада у оквирима уставног поретка Србије, у самој Народној скупштини. Група људи која је од 1871. настојала да са рушењем власти у Србији и свргавањем Милана Обреновића са престола реши српско национално питање у оквирима Турског, а можда и Аустро-Угарског царства, добила је сада прилику да то стварно и покуша. Она је полазила од истоветних претпоставки на којима је почивао и план Омладине о устанку – увлачење Србије и Црну Горе у рат против Турске, помоћ и подршка Русије, буђење и учешће свих Јужних Словена на Балкану. Таква коинциденција никако не може бити случајна. Напротив, она је сведочила о снажењу револуционар- них токова на Балкану.
Вишедеценијско ангажовање Кнежевине Србије на културно-просвет- ним активностима у Босни и Херцеговини имало је далекосежних позитивних последица по унапређење националне свести Српства које је ве- ковима живело под турском влашћу. Србија је комуницирала са Србима у Босни и Херцеговини, чији су интереси за ослобођењем дошли у пуну подударност са тежњама српске владе. Србија више није морала да плаћа поверенике, јер није деловала на страном или непознатом терену. То ће постати битна одредница у односима Србије према и Босни и Херцеговини, и обрнуто. Србија је доживљавана као „мајка“, једина родитељица којој Срби преко Дрине теже. Генерације школоване српске деце у Београду и снажење малобројног грађанског сталежа у Босни, поред православног свештенства, јасно су говорили да време ради у корист српских интереса и да је сливање двеју територија само питање времена. Сматрајући Турску немоћном да тај процес заустави, у Бечу су одлучили да сами предупреде такав сценарио. Прећутно су прелазили преко писања погрдних текстова о кнезу Милану у пречанској штампи. Роварења Пелагића и његовог кружоока у Босни, помешаних са претензијама Карађорђевића и његових присталица, те ангажовање представника револуционарне опције, оној доско- ра главној струји која је следила савете из Београда било је све теже да управља догађајима. Када се томе додају терор турских власти и све агре- сивнија аустроугарска пропаганда, потпомогнута католичким свештенством, сасвим је јасно зашто је устанак било тешко контролисати и њиме управљати.
Херцеговачки главари више ни сами нису могли да контролишу ситуацију, Невесиње, које хајдуци нису хтели да напусте мада је то било обе- ћано турским властима од стране главара, преко ноћи се претворило у усијано гротло. Хајдуци су 5. јула 1875. на Цветној Пољани испровоцирали кавгу са Турцима нападом на турски караван који је допремао намирнице за војску. Опљачкане ствари су одмах враћене Турцима, али то није могло смирити ескалацију даљих сукоба. Већ 9. јула дошло је до борбе код Крекова. Гласови о побуни у Херцеговини за тили час су се пронели Босном. Турске власти су ужурбано слале барут и муницију из Сарајева у Зворник и Бјељину. На то су се 12. јула окупили Срби из четири источне нахије у Босни (Зворничка, Бељинска, Тузланска и Власеничка), њих око хиљаду. Већали су шта им ваља чинити. Огроман број нејачи хтео је да пређе у Србију, али им власти нису издале пасоше, Прешло је после поднева тек стотинак душа. Сукоби се до краја јула нису проширили на целу Херцеговину. Остали су мирни Пива, Фоча, Пљевље, Никшић, а до почетка августа и Гацко. Босна је чекала знак из Србије, јер је постојао план да се цела Босна подигне тек када Србија објави рат Турској. Међутим, тај план су омели бројни други заинтересовани фактори. Побуна у Босни 16. августа 1875. деловала је заиста као варница и на Војну Границу, Хрватску, Славонију, Банат. Одједном се проломила хидра југословенства, као највећа опасност, али не једино по Аустро-Угарску. Србија је страховала да не буде увучена у вир хетерогених интереса народа Аустро-Угарске, који ће њене државне интересе прогутати у једном комаду. Као што је од кнеза Михаила било зацртано, Србија је хтела да негује солидарност Југословена и идеју југословенства, али никада није помислила да јој своје државне интересе потчини. Исто то је у име Хрвата мислио и Штросмајер, који је вазда остајао на лепим речима о саосећању хрватског народа према српском народу, али су хрватски интереси увек били на првом месту. Главни одбор за помагање устанка, образован у Београду одмах по избијању побуне у Херцеговини током јула месеца, добио је за покровитеља митрополита Михаила. Штросмајер је у исто време организовао одборе у Хрватској и Далмацији. Крајем августа основан је Међународни централни комитет у Паризу и имао је за циљ помагање херцеговачког устанка; председавајући је био митрополит Михаило, а бискуп Штросмајер је заузео место потпредседника. Русија шаље у Париз свог представника са задатком да контролише и да о делатности комитета извештава руску владу, Између Срба и Хрвата, те Аустро-Угарске и Русије, настао је зачарани круг неповерења и међусобног надзора. Свака страна је настојала да проникне у тајне намере других и да у складу са тим предузме кораке.

#### Држање кнеза Милана
Кнез Милан је крајем јула кренуо у Беч, где је приспео 1. августа. Код аустријског цара је 3. августа имао заказану аудијенцију, којој је присуствовао и Андраши. Обојица су га уверавали да ће се немири у Херцеговини окончати мирним путем и саветовали су му велику обазривост. Министар је међутим јављао кнезу телеграфом да је опште расположење у земљи да се устанак помаже, а да је врло тешко, боље рећи немогуће противити му се. У таквој атмосфери, вест о кнежевом заручењу са Наталијом Кешко прошла је готово незапажено.
Кнез, који се вратио у земљу 12. августа 1875. мало је веровао у миран исход сукоба. Он није био против рата као што се обично тврди, већ је ратном ангажману Србије претпостављао моралну подршку и заштиту Русије. Руском правитељству је поручио да ће на Преображење доћи до устанка у Босни, а питао је да ли би Русија бранила Србију од АустроУгарске ако зарати са Турском. Руског конзула кнез је молио да јави цару да су влада и народ једногласно за рат и да се он налази пред избором или да поведе рат или да напусти Србију и допусти да у њој завладају револуција и анархија. Из Петрограда је стигао одговор да у погледу устанка у Херцеговини између трију царстава постоји сагласност, те ако се кнез одлучи да узме учешћа у њему, ризикује да изгуби покровитељство и наклоност Европе. Категорички је наглашено да цар остаје доследан свом принципу неинтервенције, а биће принуђен да Србију, ако ли зарати против Турске, препусти последицама тог чина које могу бити тешке за земљу и кнеза.
Устанак у Босанској Крајини плануо је 16. августа 1875, пре планираног рока. У досадашњој литератури се тврди да у појасу према Србији није могло доћи до побуне због јаких фортификационих и безбедносних мера, али већ 1. септембра на седници владе је констатовано да је букнуо устанак у Босни, дуж српске границе. То потврђују и турски извори из последње недеље августа, у којима се каже да је цео појас уз српску границу, према Вишеграду и Новој Вароши, захваћен устанком. Та чињеница је врло битна јер је утицила на мере које је Србија морала предузимати. Она се налазила на важној прекретници. Требало је одмерити околности, и унутрашње и спољне; требало је помирити пробуђени национални дух, одговорити обавезама и дужностима према Србима преко Дрине, а притом не изгубити сопствене тековине, било у револуцији и унутрашњој анархији, било страном окупацијом, којом су гарантне силе доводиле у питање међународно признату аутономију Србије. За те одлуке, које су биле од животне важности по Србију, кнезу је била потребна јака влада, а такву је једино могао обезбедити у личности Јована Ристића.

### Источна криза и Ратови за независност (1876–1878)
Када је у Невесињу избио устанак- „Невесињска пушка“, 1875. године, кнез Милан је одбио да узме учешћа у њему и осуђивао тај устанак. У том устанку се под псеудонимом Петар Мркоњић борио и будући краљ Србије Петар Карађорђевић. Под притиском јавног мњења објавио је Турској рат 1876. године, али без довољно дипломатске припреме завршен је поразом Србије 1877. године. Исте године је поново ступио у рат на инсистирање Русије 2. децембра 1877. године. Војска Кнеза Милана се кретала према Нишу, Пироту и Врању. После потписивања Сан Стефанског уговора дошло је до преокрета у политици кнеза Милана. Руси су форсирали Бугаре у стварању Сан Стефанске Бугарске, на уштрб српских територија, па се кнез све више окреће према Аустроугарској.
Одлуком Берлинског конгреса 1878. године Кнежевина Србија је добила независност. После одлука Берлинског конгреса где је Србија добила Врањски, Нишки, Пиротски и Топлички округ, а за узврат се сагласила да Аустроугарска може да окупира Босну и Херцеговину, кнез Милан шаље прву делегацију да поведе преговоре са Аустроугарским двором. На челу делегације се налази Јован Ристић, вођа либерала обавезао се да у име Србије са Аустроугарском закључи трговачки уговор и да изгради железничку пругу.

### Време Берлинског конгреса, Трговински уговор и Железничка конвенција
Србија је на Берлинском конгресу стекла погодности и предности независне државе, али је истовремено преузела на себе извршење међународних обавеза. Од њих су најбитније железничке и трговинске конвенције, као и решење аграрног питања у новоослобођеним крајевима и с њим скопчан откуп имања од старих власника. Преговори око прва два питања вођени су са пуно насиља с аустријске стране, али и са пуно отпора са српске стране. Србија је још полагала наде у Русију, да ће је узети у заштиту од насртљивости северне монархије. За српског послника у Петрограду именован је Милосав Протић, који је већ читаву деценију обављао дужности специјалног изасланика кнеза и владе у Русији. Уместо оболелог Горчакова за прву личност руског правитељства изабран је његов дугогодишњи помоћник и заменик, Николај Карлович Гирс. Он је Протићу казао да ће се Русија залагати да осигура положај Србије према Аустро-Угарској и да је издао налог амбасаору у Бечу да о томе разговара са тамошњим министром иностраних дела. Србији је саветовано да буде опрезна и умерена, да се држи слова Берлинског уговора, а ако из Беча крену с притисцима да се обрати европским кабинетима. Као што видимо ово су биле све саме противуречности јер се обећавала подршка у отпору, док се истовремено за помоћ требало обратити Европи. На новогодишњем пријему првих дана јануара 1880. Гирс је поручио да Србија мора да буде брижљива у погледу Берлинског уговора јер је Турска раскомадана, а Европа у грозници. „Треба и нама и вама обазривости и стрпљења“, рекао је канцелар, додавши да само тако на крају може испасти онако како Русија и Србија желе, Године 1879. пао је Ђула Андраши са места министра спољних послова, а Аустро-Угарска је заузела много енергичнији став након доласка барона Хајмерлеа на његово место. У марту 1880. писао је Тирс ноту барону Хајнриху Карлу фон Хајмерлеу у којој се наводи да Русија не разуме циљ таквог понашања Аустро-Угарске према Србији као да се радио вазалној, а не о независној држави. Одговорено је да ће се поступати умереније, а руски дипломата из Беча је јавио како је постигнута сагласност по питању Србије. Зна се да је посланик Русије у Београду Александар Иванович Персијани био упознат до најмањих детаља са током аустро-српских преговора.
Србија, под новоформираном владом Јована Ристића (1878–1880) отезала је преговоре око својих обавеза, а кнез Милан скоро две године подржавао је Ристићеве напоре у отпору према аустроутарским претензијама не би ли се сачекао одређен и конкретан став Русије. Уместо тога, нови министар Гирс у основи је наставио политику свог претходника Горчакова: Русија треба да делује на међународној сцени у сагласности са Бечким и Берлинским кабинетом. Русији је било врло тешко да дође до договора са својим савезницама из 1873. јер су оне тражиле сада много више, а спутаној Русији нудили много мање. Пуне две године Русија се ломила не могавши да се савлада због осећања да је на Берлинском конгресу изиграна, уцењена, а да је Аустро-Угарска награђена, У Србији су се узалудно надали да ће се Русија одрећи Сан-Стефанске Бугарске и вратити на политику подједнаких компензација за све балканске народе, као што је то заговарала до Источне кризе. Таква очекивања била су лишена реалности јер су апетити монархије порасли и од Босне и дела Херцеговине из Рајхштата 1876. протегли су се и на Новопазарски санџак у којем је разместила своје трупе. То је Русију нагнало да тражи уједињену и што већу Бугарску. Србија је страдала и стагнирала у изолацији која јој је била наметнута страховитим притисцима из Русије и Аустро-Угарске истовремено. Кнез Милан се љутио што Русија незваничним путем, преко агената и славенофила, хоће да загорчава живот Аустро-Угарској а све преко леђа Србије. Због бројних излета руских агената на Балкану и роварења панслависта Хајмерле није хтео ни да чује да се преговара са Русијом. Цар Фрања Јосиф љутио се на императора Русије зато што је лично обећавао фер држање и поштовање алинеја из Берлина, док је прећутно прелазио преко деловања незваничних и полузваничних структура на Балканском полуострву.
Оно што је стварно било потребно Србији из Русије ради успешног отпора Монархији, то је капитал, односно инвестиције. Упркос свим настојањима Ристића и кнеза да заинтересују руске улагаче и руску државу да уђу с новцем у Србију, до тога ни после две године од Конгреса у Берлину није дошло, а трговачка конвенција из 1879. остала је мртво слово на папиру јер нити је било интересовања, нити асортимана производа који би омогућио Србији да превазиђе условљеност од аустроугарских пијаца. Земља је после рата била у очајном финансијском стању, због напрегнутих односа са Монархијом извоз је све више опадао, а повољан страни зајам се није могао добити. Све то је навело кнеза да од 1880. почиње другачије да резонује о положају Србије у међународним односима и да реално увиђа да ново поље за државни развитак може обезбедити само нормализовањем односа са Аустро-Угарском.
Раскршће на којем се Србија нашла тражило је одлучност и храброст да се начини избор. Ристић то није смео да учини, упркос својим неоспорним вештинама које је исказао у кључним тренуцимау времену избијања Источне кризе па до њеног окончања у Берлину. Али је зато млади кнез напокон савладао страхове, узевши одлуку, као и њене последице, на своја плећа. „Зашто да ломимо узалуд копља са нашим суседима. А мени се чини да данас кад се Турска налази више но икад у стању дезагрегације, морамо одржати добре односе са оном силом, која у датом магновењу једина може нас потпомагати у остварењу бар једног дела наших народних тежњи, Мени је јасно у Бечу дато то на знање, са оградом да на Босну и Херцеговину не смемо никад нишанити“, писао је кнез свом председнику владе.
Кнез је без сумње био усамљен у свом гледишту, али је његова упорност због тога дошла још више до изражаја. Оклевање је сваким даном доносило све већу штету Србији. Велики проблем огледао се у томе што су државни интереси стајали насупрот традицији и осећањима народа који су Србију везивали за Русију. То је била тешка, наизглед непремостива баријера. Опредељивање за државне интересе повлачило је за собом, дугорочније посматрано, поткопавање позиција династије Обреновића, што је видљиво тек од 1886. и 1887. када је краљу Милану постало јасно да му је боље да напусти престо у крист свог сина, него да буде протеран. Са друге стране Србија је две године по стицању независности, уместо да напредује, непрестано стагнирала на свим пољима, дошла је у међународну изолацију, а њене новопостављене дипломате нигде нису наишле на добар пријем. Немири у Бугарској 1880. допринели су кнежевој одлуци да тековине из Берлина мора да осигура, имајући у виду да бугарски либерали траже уједињење бутгарских земаља и да ће их Русија у повољном тренутку у томе потпомоћи. Узалуд се бугарски кнез Александар Батемберг при посети Србији октобра 1880. оградио од таквих намера, чињеница је да се радило о младом и неискусном владару у свему зависном како од Русије тако и од реално слабих уставних прерогатива. Македонија је већ била постављена на листу међународних питања, а после Берлина моравско-вардарска долина и јужни правац ширења постали су, како се сматрало, питање живота и смрти Србије и њене будућности. Иначе, шта би била њена улога у Западном Балкану поред двоструко пространијих и многољуднијих Румуније или увећане Бугарске: Кнез је одмах после Конгреса у Берлину свим међународним факторима отворено рекао да ће се свим силама и средствима борити против нарушавања равнотеже на Балкану и пренебрегавања граница уговорених у Берлину. Од таквог става зависиле су његове кључне одлуке доношене од лета 1880. па надаље.
У погледу Железничке конвенције, на основу Берлинског уговора Србија је била обавезна да изгради пругу на релацији Београд-Ниш, и два крака ка Пироту и Врању, у периоду од три године, Ристић је инсистирао да се најпре обезбеди веза са Бугарском и Турском, које су изврдавале споразум. Са друге стране, кнез је био за одутовлачење одговора на резолутан став Беча да са радом треба отпочети макар и у непотпуном саставу, а не, као што је Ристић предлагао, да се Србија отворено противи и тиме улази у нови сукоб са моћним северним суседом. Свој став кнез је правдао дезинтеграцијом Турске, те самосталним деловањем Румуније да аустријска фирма гради линију од Крајове преко Дунава ка Софији, чиме би Србија била заобиђена.
Такође, Ристићева намера да се прво закључи трговински уговор па железничка конвенција, наишла је на оштро одбијање Аустро-Угарске. Након мукотрпних преговора конвенција је потписана 9. априла 1880. године. Маја исте године, уз велико негодовање опозиције у Скупштини, конвенција је прихваћена са 122 гласа „за“ и 40 „против“. Потписивање железничке конвенције изазвало је одијум у руској јавности, иако је званична Русија признала Монархији у прелиминарним сусретима у пролеће 1878, право да овлада саобраћајним правцем кроз Србију. То је потврђено на Берлинском конгресу (чл. 38). Зато је канцелар Гирс честитао Јовану Ристићу на успешно обављеном послу око потписивања Железничке конвенције са Монархијом, иако је славенофилска штампа на најгори могући начин окарактерисала тај чин. Аустро-српски односи су и после потписивања Железничке конвенције задржали дух обостраног неповерења, обележеног разним сметњама угарских власти при извозу српске стоке и притисцима бечких власти око утврђивања тарифа. Још 1879. усвојен је Закон о привременим трговачким конвенцијама. Прва трговинска конвенција склопљена је са Великом Британијом, на "основама међусобно највишег повлашћења или обострано повлашћених нација, 1879. године, па са Италијом и Русијом 1879. године. Све су то били привремени уговори са роком важности од једне године, али без икакве животне снаге, Може се рећи да су ти уговори додатно погоршали односе са Аустро-Угарском, а Србији никакве користи нису донели. Трговинска размена са тим земљама није запремала ни 3% до 7% укупне годишње размене и логично је да су те земље могле дати екстра услове који су били фиктивни а не стварни.
У извозу Србије Аустро-Угарска је учествовала са више од 80%. Земље у окружењу са сродном привредном структуром нису имале потребе за извозним артиклима из Србије. Било је преко потребно да Србија регулише односе са Монархијом, а то је могла да учини или привремено увођењем аутономне тарифе, или трајно закључивањем уговора како би се увозу робе из уговорне државе дале неке нарочите олакшице које иначе та роба не би уживала. Србија је имала интерес да сачине уговор, тим пре што је по слову Берлинског уговора остао на снази аустро-турски трговински уговор из 1862. који је био врло повољан по Монархију, а врло неповољан за Србију која робу из Аустро-Угарске није смела царинити више од 3% од њене стварне вредности. Читаву деценију Србију је та обавеза гушила, не дозвољавајући јој да макар мало поправи лоше стање својих државних финансија.
Монархија је инсистирала да се трговински уговор закључи на основу клаузуле највећег повлашћења без узајамности, што је подразумевало да Србија у спољној трговини не може да понуди боље услове другим држа- вама од оних под којим увози робу из Аустро-Угарске. Јован Ристић се опирао и затегао односе до царинског рата, мада је било мало извесно да би са постојећим извозом живе стоке и лошом инфраструктуром Србија могла да изађе као победник из тог сукоба. Таква политика није наилази- ла на одобравање српских трговаца и земљорадника, али ни кнеза Милана, који је сматрао да је трговински уговор под датим условима за Србију много боља опција од упуштања у царински рат и конфронтацију са Аустро-Угарском. Почетком октобра 1880. уследила је Хајмерлеова нота која је владу стављала пред свршен чин – или да се потпише уговор под наведеним условима или ће доћи до царинског рата. Министарски савет је решио да не ради против „сопствених убеђења", тако да је 26. октобра 1880. године поднео оставку. Кнез је оклевао неколико дана. Нову владу саставио је 2. новембра 1880. Милан Пироћанац. До потписивања Трговинског уговора са Аустро-Угарском дошло је 29. октобра 1881.
Недовољно је истакнута у литератури чињеница да је Монархија обезбедила у потпуности српске пољопривредне производе од сваке конкурен- ције на свом тржишту, а то је исто урадила и за своје индустријске производе на српском тржишту. Посебним прописима о пограничном промету укључени су сви главни извозни артикли из Србије: крупна стока, свиње, суве шљиве, пекмез и коже, а увоз сирових производа у Аустро-Угарску, попут жита, био је ослобођен од сваке царине. Карактеристично је и то да су олакшице пограничног промета важиле не само за пограничну зону већ за целу земљу, а у међународној трговни за царинске олакшице у погра- ничном промету није важила клаузула највишег повлашћења. Другим ре- чима, северна царевина се користила клаузулама о пограничном промету, као и Србија, док је она о највишем повлашћењу без узајамности постала беспредметна. Негативан биланс спољнотрговинске размене Србије у периоду од 1879. до 1888, говори у прилог томе да извоз није био уређен и организован и да је услед мањкавости у повезивању тржишта Србија трпела, те јој је била потребна деценија да као самостална држава досегне позитиван трговински обрт. Захваљујући трговинском уговору пред Србијом су стајали крупни задаци са којима се није сусретала као вазална кнежевина, а који су је водили на пут уређенијих држава. Искрсла је потреба да се у земљи уреди кредитни систем, да се оснују новчани заводи, да се уреде државни монополи, да се превазиђу ограничења заосталог и нееластичног пореског система из времена кнеза Милоша, да се новчани оптицај убрза и уведу папирне банкноте којих до тада није било. Инфраструктура која није постојала управо у ово време настаје, када се формира и свест да су путеви за унутрашње повезивање тржишта неоп- ходни, као што повезивање са међународним линијама омогућује нова тржишта и боље услове за трговину. Чим је образована Народна Банка (1884) цена кредита у земљи је преполовљена са 11–12 на 5–7%.
Посебна пажња при потписивању уговора посвећена је трошарини (порез на промет) која се плаћала само на увезене производе (дуван, шећер, со, сапун, финија алкохолна пића, цитаретпапир) али не на исте производе домаће производње. Аустро-Угарска је унела у уговор одредбу да се инострани производи не могу опорезивати више од исто таквих домаћих, али се у пракси то превазишло тиме што је Србија опорезивала порезом на промет оне производе које она није производила, већ их је само увозила. То је био велики уступак од стране Монархије. Новим уговорним односима млада кнежевина је поправила свој економски положај у односу на онај који је имала као вазална држава, док је истовремено стекла шансу да усавршава свој фискални и економски систем. Трговински уговор из 1881. остао је на снази десет година, а основна брига сваке владе, без обзира на политичку опцију била је да се уговорно стање обнови јер је оно било много повољније за Србију од неуговорног. Једновремено са Трговинским уговором потписана је и Ветеринарска конвенција којом је за извоз живе стоке из Србије дато право ветеринарским властима Монархије да одбијају да приме заражену стоку или ону за коју основано сумњају да је заражена. Основане су оптужбе да је овај пети члан Конвенције могао бити злоупотребљен ако би политички разлози Монархије преватнули, али је тачно и то да су се власти у Србији од потписивања конвенције озбиљно позабавиле законодавном регулативом не би ли се ветеринарским мерама онемогућио увоз и провоз заражене стоке из Турске или Бугарске. Као унутрашње превентиве уведени су пасоши за свако грло. Регистровање трла и спречавање сточних зараза били су од великог интереса за домаће сточарство, једном од стожера домаће привреде.
Трговинским уговором и Ветеринарском конвенцијом кнез је спасавао српски извоз и финансије од тоталне пропасти и на прагу још једне економске кризе у Европи. Кнез Милан се није тиме борио „за наклоност Беча“ како се обично у историјиским делима наводи, већ на придобијању савезника и подршке који су били неопходни српској држави која се нашла у тешкој позицији и коју, по кнезу, није требало чинити још тежом.

### Тајна конвенција
Да је Русија чинила маневар према Србији са нереалним циљевима повратка и равнања њеног утицаја на Балкану с Бечом, говори и чињеница да је руска влада већ од краја 1878, а посебно у 1879. години преузела бројне акције да обнови Тројецарски савез са Немачком и Аустро-Угарском. Сагласност са кабинетима у Берлину и Бечу представљала је основу Гирсовог деловања на међународном плану после Берлинског конгреса, посебно након сазнања да се ради на аустро-немачком споразуму, који је и реализован почетком октобра 1879. Мада дефанзивног карактера, споразум је у суштини уперен и против Русије, и против Француске. Ипак, Гирс је исправно увиђао да стање у којем се Русија налази није нимало сјајно и да земљи нема опоравка без поновног договора три северна двора. На питање српског дипломате има ли основе гласинама о Тројецарском савезу, Гирс се само осмехивао и подсетио да је такав савез из 1873. донео Русији васкрслу Бугарску, Бесарабију, Богум, Карс... Опоменут да је то коштало истискивање Русије са Балкана и продор Аустро-Угарске ка Солуну, Гирс је констатовао да се никада не може добити све одједном. Цар Александар II Ослободилац, истрајавао је на курсу да Русија не може дозволити да се Аустрија на Балкану шири изван граница означених Берлинским уговором, дакле и на Новопазарски санџак, те да не може да угрожава независност Србије и Црне Горе. Међутим, планови да се на Балкану делује договорно са Аустро-Угарском, а опет против њеног даљег продора, нису били остварљиви из више разлога. Најглавнији се тицао бојазни Русије од Велике Британије. Немачка је спречавала Беч да уђе у савез са овом острвском силом, а као противуслугу захтевала је и радила на уступцима Русије у корист Аустро-Угарске на Балкану. Уз то, протекционистичка политика Берлина према Русији од 1879. угрозила је око 30% руског извоза, те преговарачке позиције Русије са Бечом и Берлином нису биле нимало сјајне. Аустро-Угарска је тражила да Русија. посаветује Србију да буде попустљивија у преговорима око трговинског уговора, а истовремено се жалила Бизмарку да од Русије потичу све недаће јер се она супротставља свим питањима која су по Аустро-Угарску на Балкану битна, Иако је намеравала, Русија није била у позицији да се активније укључи око изградње пруга и финансирања инфраструктурних радова у Србији. Њена позиција у осталом делу Балкана је била истоветна оној из 1878, уочи и током трајања Берлинског конгреса. Русија се опет окренула реалнијем правцу, да осигура и учврсти своју контролу у Бугарској и да се бави Азијом и Истоком. Био је то озбиљан аларм за Србију, јер су сећања на Сан Стефан била још свежа.
То што је Србија од Русије упућивана да чека бољу прилику и да не подлеже искушењима, више једноставно није било изводљиво. Затворених граница за извоз на северу, уз нерасположење Европе због Закона о аграрним одношајима у новоослобођеним пределима по којем сељаци постају власници земље коју су до тада обрађивали али без накнаде старим власницима, уз сталне протесте страних представника у Београду, албанске нападе на граници, без могућности да закључи зајам и консолидује финансије, обнови војску, од Србије се тражило да вегетира годинама док се Русија не опорави и док не савлада своје унутрашње недаће. У јануару 1880. Гирс је поручио Србији „Треба и нама и вама обазривости и стрпљења, будите уверени да ће наша општа ствар превладати". Три месеца касније био је одређенији: „Дајте нам људи времена четири до пет година да се мало опоравимо и савладамо наше унутрашње незгоде и несреће...па ћете видети како ћемо зубе показати Европи“.
Схвативши да Русија стреми савезу са Берлином и Бечом, кнез Милан је прихватио понуду Беча да се директно договоре о обостраној заштити интереса. Тим пре јер је Бизмарк изашао у сусрет Русији одобравајући да се Бугарска прошири на Румелију, ако би се та унија догодила самом природом ствари, а заузврат би Монархија анектирала Босну и Херцеговину. Србија није могла за себе замислити тежу позицију од оне да се нађе у сендвичу између две силе од којих ће је једна гушити са истока а друга са запада. То је била за Кнежевину још тежа позиција него она из 1873. када је савез три силе би повезан истим обавезама. Русија је нудила да обнови свој пристанак на анексију Босне и Херцеговине од стране Монархије, а да се одобри уједињење Бугарске и Источне Румелије. Аустро-Угарска је форсирала свој план за Балкан настао у септебмру 1880. У њему је изражено слагање са руским предлогом о уједињењу Бугара, али да граница те државе на југу и западу не сме прећи постојеће границе Бугарске и Источне Румелије, То је за Србију значило елиминисање страхова од руских тежњи за Великом Бугарском из Сан-Стефана. Томе у прилог ишао је и захтев Беча да Македонија остане слободна од бугарских аспирација. Насупрот овим превентивним захтевима, зарад утврђивања својих интереса у Западном Балкану на Балилацу су тражили снажење и увећање Румуније у коју више неће моћи да улазе руске трупе, јер су Монархију занимали врло Дунавски рејон и пловни пут до лука на Црном мору. Из сличних потреба продора ка југоистоку ка Солуну планом је било предвиђено снажење Србије, не би ли се што више неутралисао утицај Русије. На све ове захтеве Русија је пристала те је насупрот потврђивању неспорне зоне Аустро-Угарске до Солуна, заузврат добила једино уједињење Бугарске као накнаду. Русији су за дуже време биле везане руке, као и 1878, али је бар успела да изађе из изолације. Ипак, та сила без Румуније, без ширих граница Бугарске тешко да је могла напредовати на Балкану, а то је управо и био главни циљ Тројецарског савеза, уз потврђивање обавеза узајамне неутралности чланица.
Равнотежа балканских држава коју је Монархија заговарала ишла је у корист Србије, али на штету Русије и њених интереса на Балкану, који су били озбиљно пољуљани. Ексклузивна права Монархије у Србији аутоматски су повукла за собом и питање уједињења Бугарске, које је покренуто од стране Русије. То је убрзало преговоре на Тајној конвенцији између Србије и Аустро-Угарске, Обе стране су хтеле да се осигурају од руског незадовољства и оживљавања планова о Великој Бугаркој. Аустро-Угарска је предложила директне преговоре са Србијом. Кнез Милан није знао колико се Хајмерлеу журило јер су преговори око склапања Тројецарског савеза запали у озбиљну кризу крајем 1880. Али је знао колико се њему самом хитало и то након државног удара кнеза Александра Батемберга у Буграској и отворене кризе, која је могла на дневни ред да истури питање уједињења Бугарске и приде Македоније. Утврђивање нових граница са Турском и Бугарском за кнеза је био приоритет, тим пре од како је Бугарска већала о Закону о натурализацији. Страх од бугарских ревизиониста постепено се увећавао. На путова њима у лето 1880, из контаката са европским дипломатама, кнез се могао уверити у лабилност и крхкост нових међународних односа успостављених 1878. Њему је била потребна двострука заштита – једна од уједињења Бугарске, а друга од ширења Бугарске на Македонију, чиме би Србија постала опкољена земља. Још тада, кнез је предвидео сценарио из 1885, знао је да се он лако може и остварити у трговини између великих сила и зато је 1881. отпочео рад да га предупреди и омете. Кнез Милан је извукао поуке из Источне кризе, видео је да Русија не жели да изазива Европу против себе, схватио је да западне државе не дозвољавају Русији даље од Тимока, те је оштроумно проценио да ће Русија форсирати Бугаре као једини излаз из мат позиције, јер су њени страхови од антируске коалиције, попут оне из 1853, били велики. Отуда потиче његова процена да и Србија мора имати моћног заштитника, који ће се противити ширењу Бугарске, јер се тиме противи и ширењу Русије, Околности су хтеле да Србија тако дође у посредни сукоб са Русијом, која је почела инсистирати на неистинитим тврдњама да у Македонији живе све сами Бугари.
Предимензионирани ставови у домаћој историографији да је кнежев потез у вези преговора и потписивања Тајне конвенције био мотивисан његовом мржњом према Русији, те ласкавим односом бечког двора и обећањима која су му се отуда олако давала у корист његове династије и њега лично, само су покушаји да се замагли право стање ствари. Тајна конвенција потписана је само десет дана након договора царева Немачке, Аустро-Уграске и Русије у Берлину 18. јуна 1881. године и у директној је вези са тим догађајем. Посебно је важна друга тачка тог споразума, којом се Русија обавезује да уважава интересе Аустро-Угарске проистекле из Берлинског уговора 1878. године. Јасно је да се тиме мислило на положај Монархије у Босни и Херцеговини и у Новопазарском санџаку, али и на њене привредно-саобраћајне, а самим тим и политичке аспирације у Србији. Територијалне промене на Балканском полуострву могу се мењати само под условима која сва три царства утврде. Важност Тројецарског савеза је била трогодишња, а његове одредбе требало је да се држе у тајности. Придодати Протокол Савезу три цара носи исти датум, а његова садржина је од посебне важности за разумевање околности под којима је кнез Милан Обреновић одлучио да потпише Тајну конвенцију. Протокол о Балкану је садржао следеће одредбе:
1. Босна и Херцеговина: Аустро-Угарска задржава право да анектира ове две покрајине кад год то нађе за потребно;
2. Новопазарски санџак: Декларација о Новопазарском санџаку потписана између Русије и Аустро-Угарске у Берлину 13. јула 1878. остаје на снази;
3. Источна Румелија: Три силе сматрају да је по општи мир опасна евентуална окупација било Источне Румелије, било балканских подручја. У том смислу три силе би одвратиле Порту од таквог подухвата;
4. Бугарска: Три царства се неће противити евентуалном уједињењу Бугарске и Источне Румелије у територијалним границама назначеним Берлинским уговором, ако би та питање „силом ствари“ дошло на дневни ред. Оне ће одвраћати Бугаре од сваког упада у суседна подручја, а посебно у Македонију.[62]

Протокол се тицао интереса три царства на Балканском полуострву. Њиме је Русија везала себи руке и признала постојеће стање, чак признала да и будућа питања у Европској Турској морају бити резултат договора три двора. Бизмарк се показао као прави мајстор да одржава равнотежу међу партнерима, а могао је и да их посвађа, ако је желео. Његовом мајсторлуку кумовале су нове околности, Нови руски цар Александар II, који је наследио оца пострадалог у атентату марта 1881, одмах се изјаснио за мир по сваку цену и за разлику од свог претходника био је спреман на уступке. Такође, нови министар иностраних дела Аустро-Угарске Густав Калноки заузео је Хајмерлеово место 1881, у правом тренутку да поради на нормализацији односа са Русијом, што је руски канцелар Гирс оберучки прихватио.
Да не би чекао на ветрометини да Аустро-Угарска припоји Босну, а Бугарска да се уједини и крене даље ка Вардарском сливу, Милан Обреновић је смислио маневар који је заправо био противан духу Тројецарског савеза из 1881. Имајући у виду Румунску неутралност и просторну раздвојеност од Црне Горе, учинио је једину могућу ствар да Србија не дође у изолацију за дужи низ година. Он је први схватио шта је значило упозорење из Петрограда су све сем Бугарске питања од међународног и општеевропског значаја, када Србија ниједног пријатеља на Западу није имала. Одбити понуђену руку из Беча био би лакомислен потез.
Кнез Милан се 22. маја 1881. отиснуо на путовања по иностранству, са јасном намером да баш пред финализирање савеза три цара, сазна њихове намере и планове у вези Бугарске. После сусрета са Фрањом Јосифом и Вилхемом Г, сусрео се у првој декади јуна и са новим руским царем, кога је познавао још из Ливадије 1871. На повратку из Петрограда кнез је свратио у Беч и потписао Тајну конвенцију, која је ратификована 28. јуна 1881. Суштина тог политичког уговора јесте контролисање српске спољне политике, али с правом Србије на ширење у правцу југа. Доминација Аустро-Угарске у западном делу Балкана, после Берлинског конгреса и Тројецарског савеза, постала је неспорна. Из Русије се увек поручивало само у ком правцу Србија не сме да се шири јер је питање нових српских граница увек зависило од сагласности Беча и третирано је као једно од међународних питања. Први пут у нововековној историји Србији једна велика сила је дала сагласност на правац ширења српских територија и то тамо где је Русија намеравала да успостави велику бугарску државу. Колико год да су ти преговори били за Србију тешки и може се рећи чак и неприродни имајући у виду временску блискост српско-руског савезништва 1877/78, Србији је понуђен партнерски однос од стране Беча, што је било далеко боље од ранијих сталних сучељавања час са руским, час са аустроугарским интересима у којима је Србија као слабија губила и страдала. Без устезања треба рећи да је управо Монархија спречила ширење Бугарске на Македонију, обезбедивши Србији права на моравско-вардарску долину, купивши јој време до балканских ратова да се спреми за њу. Зато су и у Тајној конвенцији начела спољне политике две уговорне стране морала бити синхронизована.
Тајна конвенција између Србије и Аустро-Угарске од 28. јуна 1881. године има десет чланова и потписана је на десет година. Изузетну важност имају чланови 2, 3, 4 и 7:
- Чл. 2: Србија неће трпети политичка, верска или друга сплеткарења која би са њене територије ишла против Аустро-Угарске у Босни и Херцеговини и Новопазарском санџаку. Заузврат, Аустро-Угарска преузима исту обавезу према Србији и њеној династији, чије ће одржање и утврђивање помоћи свим својим утицајем.
- Чл. 3: Ако кнез Србије буде нашао за потребно да, у интересу своје династије и своје земље, узме за себе и своје потомке краљевску титулу, Аустро-Угарска ће ту титулу признати чим буде проглашена у законској форми и употребиће свој утицај да је и друге силе признају
- Чл. 4 Аустро-Угарска ће помагати интересе Србије код других европских влада. Србија без претходног споразума са Аустро-Угарском неће склапати политичке споразуме са било којом другом владом, нити ће пустити на своју територију било коју страну војску, као и добровољце.
- Чл.7; Ако стицајем догађаја, Србија буде у стању да се прошири у правцу својих јужних граница (изузев Новопазарског санџака), Аустро-Угарска се неће томе противити и заузеће се да и друге силе приклони држању повољном по Србију.[65]

Од Будимпештанских конвенција 1877, преко Сан-Стефана, аустро-руских преговора од марта до јула 1878, па све до Тројецарског савеза из 1881, видљива је јасно генеза новог положаја Србије и Западног Балкана– они су припали интересној сфери Беча.
По процени кнеза Милана, која се испоставила као тачна, Русија није смела да се ангажује у Србији на било који начин. Ниједан инвеститор из Русије није дошао у Србију током те три године. Предусретљивост аустријског цара, могла је уверити кнеза да има шанси да дотадашњег моћног противника ширењу и снажењу српске националне државе преобрати у коректног суседа са којим се може постићи договор. Уместо да очајава над судбином Србије и над сопственим незавидним положајем, Милан Обреновић се осмелио да покуша да тешку ситуацију ублажи и да понешто принови за династију и за тек успостављену независну државу. Његова одлука производ је искустава стечених до рата 1876, а нарочито након њега.
Процена кнеза Милана је била јасна и заснована на верификованим чињеницама да цара Ослободиоца више нема, да његов наследник, без обзира на своју германофобију, мора да настави путем старих савеза који Русији обезбеђују мир, стабилност и време за консолидацију. Истурати у таквим околностима своју земљу против немачких сила било би чисто самоубиство. Дужност га је обавезивала да и он Србији обезбеди период за предах, али и да као одговоран владар преузме извршење оних међународних обевеза које су потписале велике силе у Берлину, међу њима и Русија. Тражити од Србије било шта друго Милан Обреновић је сматрао немогућим, чак нечасним и директно супротним интересима Кнежевине.

### Проглашење Краљевине
Стицање државне независности, чиме су правно и формално престали сви видови вазалства према суверену, није аутоматски значило да њихови монарси могу мењати своје титуле и државни ранг, Напротив, то је био корак који се морао добро одмерити, јер се могао реализовати само уз одобравање међународне заједнице. Зато је Бугарска, која је, додуше, постала независна тек 1908, ранг краљевине стекла те, а Црна Гора чак 1910. године. Од 1878. до тренутка уздизања Србије у ранг краљевине, само једна држава постала је краљевина пре Србије,а то је била Румунија. Она је проглашена Краљевином 26. марта 1881. године. Одмах су је признале Аустро-Угарска, Немачка, Русија и САД, а нешто доцније и Француска и Велика Британија. Тај догађај је узнемирио српског владара и водеће политичаре у земљи будући да су Румунија, односно Дунавске кнежевине Молдавија, Влашка и Србија, имале готово паралелан развојни пут када је у питању њихов међународни државноправни статус. Креирање аутономије путем царских хатишерифа, европски протекторат од 1856, а потом и државна независност, створили су код српских политичара уверење да је и чин прогласа краљевине требало обавити једновремено кад и у Румунији.

Велике силе, а пре свих Хабзбуршка монархија, испрва нису показивале воље да подрже уздизање Србије у ранг краљевине. Беч је и догађај у Букурешту од 26. марта примио уздржано. Међутим, од догађаја у Румунији, Пироћанчева влада ступа у акцију и проглас Србије краљевином сматра важном тачком свог програма. При преговорима око Тајне конвенције у Бечу било је јасно колико је влади и кнезу стало до промене државног ранга. Кнез Милан Обреновић је „овлаш" и као узгред, у току 1881. године, помињао надлежнима у Бечу своју жељу да постане краљ. Међутим, није било довољно слуха за жељу српског владара. Кнез Милан Обреновић, који није био лишен сујете, зацело је морао то одбијање узети к срцу. Нема сумње да је таквим ставом Беч користио краљевску титулу као мамац у што бржем опредељивању кнеза у спољној политици. Тим пре, што су искуства Милана Обреновића и његових првих сарадника из ранијег периода била негативна. Планови о прогласу Србије краљевином из 1872. и 1878. године одбацивани су од стране великих сила, а да нису ни били озбиљно разматрани. Кнез је од 13. до 22. јуна 1881. боравио у Петрограду, где је тражио јаснији став руског естаблишмента према државним тежњама независне Србије. Уместо подршке, тамо је наишао на ћутање и изговарање тешким приликама у земљи насталим после погибије руског императора Александра II од руку атентатора. Став новог цара Александра III да Словени треба да служе Русе, а не обрнуто, био је преломан у одлуци Милана Обреновића да потпише политички договор са Аустро-Угарском. Документ, познат у науци као Тајна конвенција, потписан је 28. јуна 1881. године. У њему се, очигледно на захтев кнеза и владе, нашла трећа тачка, у којој се Аустро-Угарска обавезује да ће помагати одржавање и утврђивање династије Обреновић и да ће подржати проглашење Србије краљевином, а њеног владара краљем. Тада су српски кнез и влада већ добили обећање Беча да ће тамо одмах подржати проглашење Србије краљевином, како остале велике силе не би могле чинити никакве сметње и заплете. Иако је Пироћанац још почетком јануара наговестио могућност да се Србија крајем фебруара или почетком марта месеца прогласи краљевином, захтев српске владе половином фебруара 1882. у Бечу узет је као ненадан. Аустријски цар је ипак морао имати оправданих разлога да у марту 1882. говори похвално и оправдавајуће о Краљевини Србији, штавише, да је он први призна, Наиме, почетак 1882. обележили су крупни догађаји и за Хабзбуршку монархију, и за Србију. У окупираним турским провинцијама, тачније у Херцеговини, дошло је до побуне сељаштва, које су нове аустроугарске власти приморавале на војну обавезу према Монархији. У исто време, 30. јануара, сазнало се да је банкротирала Генерална унија, француско друштво са делимично аустријским капиталом, са којим је Србија уговорила изградњу железница. Србији је претио озбиљан финансијски губитак, дискредитација владе, али и владара, који се сувише лично експонирао својим залагањем да се уговор са пиректором друштва Еженом Бонтуом по сваку цену потпише. Тај догађај је омео почетну реализацију плана о прогласу краљевине, са којом се кренуло почетком јануара 1882, сходно предстојећим изборима у априлу. До везивања те акције за пад Генералне уније дошло је непланирано и сасвим случајно, будући да је та вест и кнеза и владу озбиљно уздрмала и покварила им почетне планове. И Србија и суседна јој Монархија морале су хитро да делују у спасавању сопствене коже. Милан Обреновић је брзо схватио да је, упркос великој тензији у земљи, наступио повољан тренутак да се провери одговорност Беча и поштовање свеже потписан политичког уговора. Што се тиче сопствене одговорности, кнез се према устанку у Херцеговини понашао коректно, односно у складу са преузетим обавезама да ће заустављати и спречавати националну агитацију која би са територије његове земље била управљена према росни и Херцеговини, Иако је такав став према устанку и код савременика, а и у науци, оштро нападан као издајнички, са становишта међународних договора између великих сила, свако дотурање оружја и слање добровољаца били би уливање лажних нада прекодринској браћи да им се заиста може помоћи у поправљању њиховог положаја. То, међутим, реално гледано, није било могуће нити од српске владе, нити од стране владара, који су се држали политике строге неутралности. Ера конзервирања међународних односа, коју је креирао немачки канцелар Ото фон Бизмарк 1878. године, била је овенчана Тројецарским савезом Хаенцолерна, Хабзбурга и Романових из јуна 1881. године. Кнез Милан је знао да се нешто „кува у царским кухињама и био је у праву. Три цара су условно уговорили статус-кво, а заправо су за будућност обезбеђивали благонаклону неутралност и жељене територије – Беч анексију Босне и Херцеговине, а Петроград уједињење Кнежевине Бугарске и Источне Румелије. Договор две силе око поделе сфера на Балкану, као што је Бизмарк сугерисао, није био ка помолу, али је уливао страх балканским народима.
Реаговања у Берлину била су, међутим, далеко од срдачне подршке. Тамошњи политички и дипломатски кругови су сматрали да треба избећи сваку временску подударност два догађаја, те не промовисати Краљевину Србију баш када се Срби у суседству буне. Побуњеницима онда може из гледати да се под круном Милана Обрековића окупља не само Српство, већ да јача југословенски покрет. Забринутој за стање на Балкану, Немачкој се одлука Беча да подржи српског владара чинила преурањеном и многи у државном врху су сматрали да би се тај чин морао одгодити услед устанка у Херцеговини. Истог дана кад и Немачка, нови ранг српске државе признала је и Краљевина Италија. Француска је признала Краљевину Србију 9. марта, а Велика Британија 10. марта 1882. године. Цариград је то учинио нотом од 12. марта. Признање је стигло и од кинеског цара и председника САД, Артура Честера, који је 4. маја 1882. послао Јуџина Скајлера за првог дипломатског представника САД у Србију. Од великих сила остала је још Русија, која је о намери српског владара упозната специјалним писмом председника владе, као и сви други дворови, Посланик Персијани примљен је 9. марта у двору. По заповести цара Александра III, он је изјавио да Русија признаје Милану краљевску титулу.
Иако је краљевску титулу примио од народа, Милан Обреновић је увек негирао да му је народ подарио власт, Сматрајући да удео народа у власти зависи од нивоа његове политичке свести, Милан Обреновић се држао на опрезу од мера које би недовољно зрелом и поводљивом бирачком телу дале могућност да има пресудну улогу у државним пословима. Теорију о суверености народа краљ је тумачио на свој начин, као средство у задобијању симпатија маса. Девиза краљевске куће "Време и моје право" означавала је власт по историјском праву, што проистиче из међународно признате позиције његове династије. То је додатно посејало нејединство у земљи, будући да су радикали у суверености народа видели једно од својих главних идејних начела. Либерали су се одазвали краљевом позиву на национално јединство, али под условом да сарадња са владом буде искрена и обострана. До жељеног јединства, ипак, није дошло. Уследили су оштри политички ломови, страначки сукоби, опструкције у Парламенту. Нејединство се испољило у разним видовима унутрашње и спољне политике. Нарастајуће тензије су и првобитни план о крунисању потиснуле у други план, Миропомазан као малолетник, 5. јула 1868. год. у Саборној цркви у Београду, Милан Обреновић за време свог краљевања није показивао да му је посебно стало до чина крунисања. Пошто му цар Фрања Јосиф није дао круну похрањену у Бечу, за коју се погрешно мислило да је Милутинова, он више то питање није покретао. Међутим од 1882, не случајно, краљ наглашава значај Жиче– као светог места у којем су крунисани средњевековни српски владари, од Стефана Првовенчаног на овамо. Он сам је по прогласу Краљевине походио Жичу, а неколико година касније на поклоњење сенима Светог краља Стефана Првовенчаног ишао је и његов син, краљевић Александар (1889). Миропомазање, у својој суштини јесте важније од самог крунисања јер се ради о јединственом и непоновљивом чину, којим се осигурава легитимитет власти и наглашава сакрални карактер владара. Прогласом краљевине, међутим, није се успело у досезању националог јединства. Партијски сукоби су из дана у дан јачали, да би кулминирали у Тимочкој буни 1883. године. Сви напори да пронађе тачку споразума са најјачом странком у земљи окончани су без успеха, што је битно утицало и на краљеву коначну одлуку о напуштању престола.

### Делатност владе Милана Пироћанца (1880–1883)
Влада Милана Пироћанца (1880–1883) остварила је изузетно плодну законодавну делатност, а поједини закони, изузетно либерални, по први пут су уведени у Србији:
- Закон о штампи (1881) – уводи се слободна штампа
- Закон о зборовима и удружењима (1881) – омогућава се слобода јавног говора о политици и страначког удруживања, што је омогућило и оснивање првих правих странака
- Закон о судијама (1881) – установљена је независност судске од извршне власти
- Закон о основним школама (1882) – предвиђао је обавезно основно образовање
- Закон о војсци (1883) – установљена је стајаћа војска
- Закон о Народној банци (1883) – створена је централна банка у Србији
- Образовање Министарства народне привреде (1882) – ресор који је у својој надлежности сконцентрисао све послове из привредног домена.[73]

## Краљ Србије (1882–1889)

### Краљ Милан и странке
У време раних седамдесетих година 19. века, у Србији је либерализам био још увек снажан, мада је ново конзервативно расположење све више освајало Европу. Стицање државне независности, проширење територије ослобођеним окрузима на југу 1878. године, суочавање са прорачунатом руском дипломатијом, улазак Аустро-Угарске у Босну и Херцеговину и осећање угрожености пред притском Двојне монархије обележили су политички и духовни живот Србије од ступања Милана Обреновића на престо, па до његове абдикације (1872–1889). Углавном неписмено становништво које се бавило пољопривредом укључује се све више у политичке токове преко Радикалне странке. Српска интелитенција зависила је од државе која је нудила сигуран посао и материјалну сређеност. Број економски и политички независних људи био је занемарљив. Интелигенција је, највећим делом, следила либералне обрасце. То су били оквири српске државе и друштва када је Милан Обреновић преузео власт.
И пре него што је постао пунолетан, краљ Милан је испољавао особине које су по преузимању вршења краљевске власти од Намесништва, дошле до јачег изражаја, а са сазревањем и биолошким и интелектуалним, те особине су све више јачале. Наиме, још као млад и неискусан владар кнез Милан је хтео да буде централна фигура у сфери политике, за коју је морао да одабере политичаре који би му у спровођењу његових идеја помогли. Избор људи у Србији за политичке послове није био велики и та чињеница је отежавала владару да, по својим нахођењима, са успехом пронађе добре сараднике. По схватањима Милана Обреновића, „добар сарадник" би се могао дефинисати као личност која ће обављати своје послове консултујући се увек са владаром и имајући у виду да су његове жеље приоритет. Јовану Мариновићу, Милан Обреновић је говорио 1877. године: „Кад сте министар, ви онда гледате своју политику и мене узимате за лутку, коју тако намештате како ће бити најбоље". Значи, радило се о владару са израженим особинама самобитности, владару који жели да се у свакој ситуацији води посебна брига о његовим схватањима и намерама. Било је, међутим, тешко изградити код политичара, а још теже код народа, свест о неприкосновеним владарским правима. У једној сељачкој земљи, у којој и чланови владарског дома воде порекло из истог сељачког народа, сматрало се да свако може изаћи пред краља и рећи му где и у чему је погрешио; псовке су биле толико уобичајене код обичног света, да од њих надлежне власти нису могле заштитити ни саму владареву личност.
Прво искуство у састављању владе имао је са либералима. Умерено либерални правац кога је Ристић пропагирао у својој политици познатој као политика „корак по корак“, био је најблискији Милановој опцији унутрашње политике. Она је подразумевала да извршна власт буде претежна, уз централизовану власт која ће из једног центра управљати свим пословима. Либерали су, са нарушеном репутацијом, сишли с власти 1880, а на сцену су ступиле две јаке политичке партије: Напредна и Радикална.
Српска напредна странка је образовала своју владу у јесен 1880. године и одмах је кренула да реформише и модернизује земљу, да демократизује институције, а јавни живот да ослобађа стега цензуре и полицијског надзора. Управо су закони прве напредњачке владе васкрсли снагу радикала, па су се у политику укључили и сељаци и интелектуалци. У политичком животу Србије настао је прави лом.
Народна радикална странка основана почетком 1881. године по масовности била је врло слична политичким странкама које су ницале широм Европе. Мада тек организована, Радикална странка била је 1882. године у пуном напону и ширењу у народу, али су тада насупрот њој стајали још увек снажни напредњаци који су имали у својим редовима многе виђене људе, али и власт. „Србија се проламала" од партијске вреве и борбе, бележио је Пера Тодоровић, који је, такође, радикализму у Србији тога доба придавао карактеристике „неке секте религиозне“. То је био амбијент у којем је краљ Милан имао да докаже своје политичке способности и окретност. Имао је тада тек двадесет и пет година. Он је тада лично почео узимати учешћа у партијским борбама. „као да није био српски краљ, већ члан каквога главнога партијскога одбора“.

#### Краљ Милан и радикали
Међу радикалима било је пуно републикански настројених присталица који су републиканско устројство сматрали идеалом државног уређења. Краљ Милан је као монарх морао гајити аверзију према њима, Он је називао будалама све политичаре на Балкану који се заносе „сакатим републиканским идејама“. Радикали који су својим програмом изразили да је Кнежевина Србија наследна, уставна монархија са народним представништвом, били су истовремено и републиканци. Такво понашење наводило је краља на мисао да се ради о политичким преварантима. Приватно, и Милан Обреновић је мислио да су мале државе са хомогеним саставом становништва, каква је и Србија, посебно погодне за републиканско уређење, које је хуманије и боље од монархијског; за републику је, међутим, неопходан много виши ступањ грађанског развитка, него што је био тадашњи, истицао је краљ. Истински владар треба да воли власт, говорио је он, али он нема те врлине и не мари за влашћу, не налази уживања у заповедању над људима. Он жели да се његова воља изврши, али само зато што је уверен да је оно што жели добро. Човек који хоће велику власт мора да подноси велика ограничења, а он нема воље да се подвргне ограничењима. Много година касније краљ се сећао како су његове мисли и осећања према радикалима настајали поступно; да је на њих у почетку гледао као на младе и амбициозне људе који су, школујући се у Европи, били надахнути слободоумним теоријама и бројним утопијама, са којима ће мало „парадирати" па их, као и многи други пре њих, напустити.
Међутим, суочивши се са њиховом политичком агитацијом у којој нису бирали средства, он је променио мишљење. Највећу одбојност развио је према радикалском удварању маси, те према глорификацији сељака као једином правом представнику српског народа, затим према теорији о суверености народа коју је краљ тумачио на свој начин, као једно најважније средство у задобијању симпатија маса. Међу највеће грехове приписивао им је подстицање мржње у народу против чиновника, и вештачко стварање сталежа, истичући чињеницу да је управо највећи део тог чиновништва директни потомак српских сељака. На основу тог излагања Пера Тодоровић је исправно закључио да су између краља Милана и Радикалне странке постојале дубоке начелне разлике, које се нису могле изгладити, нити уклонити; да су то била два одвојена света.

#### Почетак сукоба краља Милана и радикала
Између радикала и краља Милана заподенула се оштра борба, тако да је изгледало да успех једне стране може бити само ако је друга страна тотално поражена, Милан Обреновић је без сумње био страсан политичар који није полагао на своја неприкосновена владарска права. Говорећи да он живи у Србији, хтео је заправо рећи да живи у земљи у којој нема европске уставне суптилности. Од 1882. краљ се отворено почео бавити политиком.
Сукоби у штампи били су уобичајена појава. Радикали су „као запета пушка" вребали згодну прилику да сваку напредњачку погрешку у јавности јиш више увеличају и дају јој што већи значај. Краљ Милан је хтео у политичку арену, а бунила га је безочност и упорност са којом радикали нападају напредњаке; није му било јасно како радикали иду тако далеко да оптужују у штампи угледне напредњачке министре за оно у шта ни сами не верују. Радикалски првак му је на ту примедбу одговорио да је такав сваки партијски рат и да ту нико никога не треба да штеди, док је краљ тврдио да такво понашање није часно и да се тако обмањују приврженици странке и читаоци, што је просто недостојно.
Октобра месеца 1882. у Саборној цркви извршен је атентат на краља Милана. Тог дана и сутрадан, извори сведоче да је краљ задржао прибраност и хладнокрвност, али они су били тек затишје пред буру. Краљ је убрзо постао нервозан, председнику владе је ставио до знања да потребе налажу потреби да се сви елементи реда зближе (Напредна и Либерална странка), да Радикална странка иде револуционарним путем и да би томе требало стати на пут, Поменуо је да су у оваквом стању тешки изгледи за промену Устава, врло важном актуелном унутрашњем питању, те да би требало суспендовати Закон о зборовима и удружењима, тј. укинути странке.
Краљ је пребацивао и напредњацима и либералима због обостране међусобне нетрпељивости, услед које јачају елементи нереда. Он том приликом ни себе није изузео од одговорности за такву политички ситуацију у земљи. Стога је намеравао да исправи ствари и покуша „не би ли се нашао начин за неко зближење и споразум између Напредне и Либералне странке јер ја ценим да су данас и једна и друга, свака за себе, немоћне да стану на пут ширењу радикализма у земљи.”
Не успевши да натера напредњаке и либерале на заједнички рад, краљ се почео понашати као рањена звер и био је спреман на суспендовање свих слободоумних закона које је Пироћанчева влада донела годину дана раније. У Министарској седници одржаној 7. октобра 1882, уместо главног разлога састанка, одређивање времена за нови скупштински сазив, краљ је у афекту викао на своје министре, говорио им да су слепи кад не виде да се у земљи спрема револуција, налагао је влади да предузме енергичне мере, на шта су му министри одговорили да не могу излазити из оквира закона. То је довело до кризе владе. Радикали су били уплашени, живели су у стрепњи и ишчекивању од даљих краљевих корака, Они су увидели да је краљ сам изашао против њих и да зато може да се послужи свим средствима. Ипак, били су решени да наставе својим правцем, без обзира на опасности које су их на том путу чекале.
Убеђен да постојећа политичка ситуација у земљи, изазвана радикализацијом највећег броја њеног становништва, мора да се отклони, краљ свом председнику владе саопштава: „Г. Пироћанац ја ћу вам сасвим искрено и отворено да искажем своје мисли. Овако ствари не могу да иду. Овај народ не уме да поднесе слободу и ја ћу да вам кажем право да радим сада код ваше Скупштине за ограничење мало. Или сад у беседи отварања, или кад се буде Скупштина закључивала, ја нећу да говорим на вашу беседу као до сада, него мој манифест на народ и казаћу му да он овим путем иде пропасти на сусрет. Ја не могу да пристанем на либерални устав, ја не верујем да ће ствари земаљске напредовати са Горњим домом на који ви толико полажете. Данас би требало неки састав законодавног тела, такав какав нигде не постоји, тело би требало саставити просто према нашим приликама. Кад дође, ако дође, то питање ја ћу народу јасно да кажем шта ја мислим јер је одговорност за његов напредак а ја нећу да се тековина и моја и мојих предака за ову земљу пустошју преда. Уосталом, устав је промењен против устава за време мога малолетства. Да се вратимо на стање које је онда владало па ја нисам противан правити народу разложне концесије, али не баш да ми се намета систем по коме ја не би имао никакве иницијативе". Краљ, који је и до тада у слободи штампе видео узроке бројних недаћа, од јесени 1882, на њу категорички пребацује сву кривицу и захтева хитан повратак цензуре. Он, који се две године залагао за увођење слободних установа, као предуслова сваког напретка земље, по сведочењу његовог првог министра, променио је своје тпедиште услед „дивље агитације радикалаца". Краљ се запитао да ли је земља у стању да издржи слободе које су јој дате, и дошао је до негативног закључка.
Ипак, краљ тада још увек није имао на уму да силом сломи радикале, већ је, напротив, решио да испита какве су могућности да се обнове претовори између напредњака на власти и радикала у опозицији. Несхватајући да је савез напредњака и радикала, који су испрва били, такорећи, једна странка, био савез против либерала, а не савез сродних душа, краљ је жалио због његове пропасти крајем 1880. године. Зато се у јесен 1882, после поменутог атентата, још увек интересовао да ли је могуће рехабилитовати радикалско-напредњачку сарадњу. Међутим, за то је било већ касно и такав план није имао животне снаге, јер је Радикална странка постала чврста организација која је бројале хиљаде чланова. Краљу је радикал Пера Тодоровић отворено изјавио да је доцкан за политички споразум са напредњацима, и још је био довољно смео да краљу саветује неутралност у напредњачко-радикалској борби. Тај одговор краљ је протумачио као рукавицу бачену у лице, али на њу није одмах одговорио. Напротив, он је крајем октобра 1883. године, дакле уочи саме Тимочке буне, позвао бившег председника владе Пироћанца и изложио му свој план споразума између напредњака и радикала. „.. Треба мислити да се пође напред и ја не би био удаљен да учиним покушаје за зближење између Напредне странке и радикала", предложио му је краљ и продужио: „Ја би се ограничио на то да кажем радикалима да њихов политички правац не води добру, да њихови начини рада нису дозвољени и да сам ја интересима земље позван да до[к] год могу стајем на пут идејама и радовима који су у мојим очима тако опасни за отаџбину. Како они данас хоће не може да буде, али би можда могло бити како је мудро и разложно. Ви нисте могли улазити у такве покушаје док сте били на влади. Данас је можда лакше доћи до неког зближења које би учинило да се ствари уреде у корист напретка земље", убеђивао је краљ Милана Пироћанца, који је сматрао да је краљ преуранио са предлогом.
У насталој борби краљ није видео услова да уставну промену са успехом оконча. Тим пре, што су радикали јула 1883. године нудили нацрт устава, по коме краљ није имао ни толико власти колико је имају председници република – он нема заповедништво над војском, а када Скупштина два пута изгласа неки закон он ступа на снагу без потребе за икаквим краљевим одобрењем. Радикали су тим Нацртом спроводили унапред осмишљену тактику, испитујући да ли краљ прихвата сарадњу са Радикалном странком, или је пак спреман да се сукоби не само са њом, већ и целим народом.
У јесен 1883. односи између краља и радикала дошли су у фазу опасне затегнутости. Догодило се оно од чега је председник зладе Милан Пироћанац стрепео. Он је записао да се боји да се уставне тековине не доведу у питање, тим пре јер је краљ живе и нагле природе, те га стрпљење може издати. Септембар 1883. била је једна средокраћа: краљ тада није знао шта заправо хоће и докле сме да иде са рефрмама којима су напредњаци тежили. То је ослабило знатно напредњаке уочи избора. У јавности се причало да влада жели уставну промену, али да је краљ не жели. Избори од 19. септембра испали су по напредњаке лоше и то је краља убедило да још увек нема услова за промену устава (од 90 изабраних посланика, било је око 70 радикала). На очиглед својих министара, краљ је почео да подржава политички неодређене људе: Саву Грујића, Ђорђа Симића, Владана Ђорђевића, Вукашина Петровића.

### Тимочка буна
Није случајно што је одмах након изборног пораза напредњака, већ у октобру 1883, дошло је до немира у Источној Србији. Повод је био 44 јање народа, војних обвезника, да предају оружје властима, у складу са наредбом владе од 25. јуна/7. јула 1883. Била је то борба за државни принцип – централизам или децентрализам. Краљ и влада су стали на становиште да се одлуке власти морају поштовати и да нема правне државе тамо где је цео народ наоружан. Са Законом о стајаћој војсци оружје је требала вратити у магацине, а тек по потреби и војном позиву за случај нужде, њиме располагати. Становништво је радикалска штампа подстицала на отпор, те је тако дошло до Тимочке буне. У Црноречком округу је 7. новембра проглашено ванредно стање, које је убрзо проширило на округе Алексиначки и Књажевачки.
Предвођени присталицама Радикалне странке, побуњеници су збацили прогнали или ухапсили све полицијске званичике у Књажевцу и неколико околних среских варошица, као и представнике општинских власти. Иако масован, бунт није био озбиљније планиран, што је убрзо довело до његовог слома. Влада у Београду је 21. октобра 1883. године у побуњеним окрузима завела ванредно стање и тамо упутила одреде стајаће војске. После само неколико окршаја, неприпремљени устаници су положили оружје и разбежали се. Основан је преки суд учесницима буне, који је преко 500 лица осудио на казну робије. Вође побуне, њих 21, међу којима је било народних посланика, учитеља и свештеника, стрељане су на брду Краљевица, крај Зајечара. Побуњеним крајевима било је наметнуто плаћање великих глоба и издржавање војске током трајања ванредног стања. Вођство Радикалне странке, сем Николе Пашића и Аце Станојевића који су успели да побегну, било је похапшено, а рад странке забрањен.
Сукоб краља и радикала у Тимочкој буни 1883. године раставио их је заувек и онемогућио сваки споразум, а радикална емиграција није престала свим средствима да се бори за његово уклањање с престола. У овој години никла је клица која је клијала до краљевог силаска с престола и кобно се развијала и по њега самог и по земљу. Исте године напредњаци су били три године на власти, те се окончао један скупштински сазив после којег је требало ићи на нове изборе, али и сумирати постигнућа у протеклом периоду, обележеном непрестаном борбом радикала и напредњака.

Краљ Милан се двоумио око уставне реформе, коју је требало извршити због даљег развитка земље. Бољи Устав требало је да гарантује политичка права, а држави да обезбеди ауторитет који јој припада после стицања независности и уздизања у ранг краљевине. Краљ је страховао, и то је често исказивао, да би се његов утицај на државне послове умањио новим уставом, а да он на то не може да пристане зато што сматра да је земљи потребан ауторитет круне. Угледајући се на све јаче конзервативно расположење у Европи, краљ је желео да ојача своју улогу у вођењу државних послова. Поред тога, са његовим темпераментом положај који су имали краљеви Грчке и Румуније био је неприхватљив. Такве је мисли краљ често износио у министарским седницама. Краљ је знао да је највећа корист за круну да се нови Устав донесе, да се краљева права јасније дефинишу. Међутим, краљ се бојао од Скупштине на коју он не би имао апсолутног утицаја. Мислио је да му Скупштина по старом Уставу, даје већи степен утицаја од сваке друге, која би се по новом уставу саставила. Личне супротности политичних странака међу којима је краљ стајао као судија, још више су га плашиле.
Такве околности утицале су на краља да не пристане на промену Устава, и да страначке борбе потпомаже сматрајући да тако ради у своју корист, тј. да тако јача његов положај. Краљ је, даље, зазирао од образовања јаких политичких странака у земљи, иако је са њима било лакше владати, док су се без њих послови одвијали јако споро. Владати у земљи и увести корисне установе, ојачати буџет, променити основу пореског система, није се могло реализовати са политиком која све партије и све политичке људе доводи у сукоб. За такав начин краљевог понашања одличну подлогу пружиле су му саме странке. Искључиве једна према другој до крајних граница, краљ је знао да ће све партије поћи на његов миг само да једна другој науде. Он је, заправо, чувао положај у коме је најјачи. Намеће се логично питање чему служи та јачина, ако она није за државне послове најцелисходнија. Државу је тек требало уређивати, усавршавати институције, обезбедити приходе за функционисање државног апарата. За тако опсежне послове, владалац је морао да се уздигне на висину и да сам потпомогне образовање јаких политичких странака. Али, страх да би после морао водити рачуна о њиховим жељама у државним пословима, одвукао га је у другу страну. Таквом краљевом понашању много су помогли водећи политичари, који из себичности и партијске тесногрудости никада нису могли да се договоре и заједнички раде у државном интересу. Једни на друге су гледали као на непријатеље и свако је искључиво себе видео у улози спаситеља Србије.
Покушаји „стишавања партијских страсти" са неутралним владама у 1888, 1894/5, и 1897. години показали су да српске политичке странке нису спремне на компромис и на било какав договор. Сигурно је главни разлог лежао у чињеници да је Радикална партија била далеко јача од друге две и да, стога, није била спремна на компромисе, као и у чињеници да јој је Милан увек намењивао друго место, позицију привеска коју су радикали сматрали понижавајућом. Партије се, захваљујући непоштовању програмских начела влада о неуталности, нису приближиле једна другој. Како је приметио Никола Крстић „но је све остало по старом и само се чека згодан моменат па да ровење и бушење по народу отпочне изнова" са већом силом и жестином. Исти потврђује овакав став констатацијом да није ни могуће да буде другачије јер се партије у Србији углавном разликују по томе од којих су личности састављење а не у политичким тежњама. Зато свака партије иде ка томе да се докопа власти и да своје присталице унапреди у звањима у државној служби, а не да усавршава државне институције и законе – једноставно речено лични интереси су изнад државних, а измирити личне интересе тако да сви буду задовољни није било могуће. У таквим околностима државни послови су трпели. Краљ Милан је јасно уочио тај проблем али му, услед својих страхова, неодлучности и предрасуда, није могао доскочити.
Краљ Милан и напредњаци имали су највише заједничког у погледу визије модерне Србије. Циљ „да унесемо у наш народ онај европски дух који је толике јаке државе образовао и утврдио", испливао је почетком осамдесетих година у први план. Зато треба научити српски народ државној дисциплини и приближити му којим средствима и путевима ићи ка остварењу идеја српске државе. Почетак тог процеса био је тежак и непопуларан. Политичко образовање народа било је још доста слабо за високо поставене циљеве.
Уочи Тимочке буне краљ је био озбиљно забринут политичком ситуацијом. „Што се мене тиче, ја сам јако забринут о томе како да се један сталан ред у земљи утврди“, говорио је. Либералима није хтео дати власт зато што их је сматрао затвореним за све модерно и напредно,Србију не треба опасати Кинеским зидом”, говорио је. Радикали, пак, немају сређена начела и политичке идеје, те би било опасно да им се повере интереси земље. Напредњаци који су покренули реформе у току трогодишње владе, и који би могли изнети даље промене, нису на изборима добили подршку народа. Тада је дошао на мисао да би требало зближити Напредну и Радикалну странку, а да радикалима саопшти да њихов политички правац не води добру и да су њихови начини рада, осим што нису дозвољени, штетни по земљу. Тимочка буна је показала да такве краљеве мисли нису наишле на пријем код радикала.
До данас су у историографији углавном истицане негативне стране краљеве личности, те је изгледало да он уопште није марио за државне послове и њен напредак. Милан Обреновић је, напротив, осећао велику одговорност, која га је чак и плашила. После буне осетио се велики застој на свим државним пољима. „Земља потребује напретка, потребује уређење финансије, а којим би се путем до тога могло доћи, то је питање, умовао је краљ, додавши да ни када би сви у Србији гласали да му се да апсолутна власт он на то не би могао пристати. „Ја,”, говорио је, „носим на себи велику одговорност за судбину ове земље и ако не виде у скупштини да овако не може земља успевати, ја ћу им рећи да ја то добро са мога места видим и да ми не пристоји да примим на се ту страшну одговорност".
Двоумљења ко треба да води државу код краља Милана није било. По његовом мишљењу, то је морала бити интелигенција. Краљ је сматтрао да би ослањање на масу народа значило одрицање од сваког напретка јер га, по његовом мишљењу, маса не разуме и „ја сам потпуно убеђен да Србији не остаје ништа друго него постати модерном европском државом, или изгубити сваки гајзоп аеше свога самосталног опстанка“, говорио је краљ Милан. Зато је био спреман да учини извесне уступке захтевима интелигенције. У противном, био је спреман да отвори питање престола.
Тимочка буна се може сматрати важном прекретницом у краљевању Милана Обреновића. Његово „слободоумље" из 1880. године је нестало. Знатно је пооштрен Закон о штампи и слобода штампе, коју су неке новине, како се у Указу наглашава, користиле да се у народ уноси растројство противно државном реду и јединству, је укинута. Такође је обустављен Закон о зборовима и удружењима из априла 1881. године. Краљ је био сигуран да ригорознијим мерама треба повратити ауторитет државним властима. Сећајући се ситуације у земљи у очи Тимочке буне Милан Обреновић је са жаром говорио да су му се „срце, и душа, и цела нарав, противили оној радикалној јурији", те да се он природно нашао у заједници са Пироћанцем и Гарашанином, а против „политичког разврата.“
На изборима фебруара 1884. влада Николе Христића је добила снажну већину од око 150 посланика. Нови председник владе напредњак Милутин Гарашанин био је у наредне три и по године први краљев саветник.

### Влада Милутина Гарашанина (1884—1887)
Најважнији резултати рада владе Милутина Гарашинина били су:
- У циљу учвршћивања ауторитета власти умањена је слобода штампе (1884)
- Закон о жандармерији 1884 – жандармерија саставни део сталног кадра
- Закон о непосредном порезу 1884.
- Заоштравање односа са Бугарском, рат и пораз
- Усвојен план „пропагандне“ делатности у Старој Србији и Македонији 1885. .
- Закон о Српској краљевској академији 1886 (уместо Српског ученог друштва)
- Привремена конзуларна конвенција са Турском 1886, а 1887. први конзулати српски – у Скопљу, Солуну, Битољу
- Железничка конвенција са Турском 1887. – железничка веза код Врања.[90]

Уз суспензију слободе штампе и забрану формирања локалне страначке инфраструктуре, донет је и Закон о жандрармерији, као саставном делу сталног војног кадра. Посебно је важна пореска реформа којој је приступила Гарашанинова влада, Законом о непосредним порезима од 14. јуна 1884. Овај закон заменио је порески систем за време прве владавине Милоша Обреновића. Нови систем није у потпуности укинуо стари начин опорезивања јер је задржао главницу (порез на личност). Непосредни порези били су: порез на земљиште, порез на зграде, порез на принос од капитала (издатог под интерес или уложеног у радње), порез на приход од личног рада, порез на личност.
Изгледало је да краљ и влада са успехом враћају ауторитет властима. Међутим, догађај који се догодио новембра 1885. потро је у корену дотадашње резултате. Реч је о Српско-бугарском рату.

Проблеми који су искрсли после пораза у рату са Бугарима 1885. године, битно су утицили на дестабилизацију политичког стања у земљи. Одговоран највећим делом за овај неуспех, краљ је био у опасној кризи. Тада се поново вратио на идеју о споразуму напредњака и радикала, а „предати прошлост забораву, радити искрено и поштено према приликама и стварним потребама".
Међутим, ни овога пута радикали нису прихватили предлог. Разлике које су се у Радикалној странци појавиле већ после Тимочке буне, биле су 1886. још дубље. Оне су настале на релацији Главног одбора и чланства странке, између „београдских радикала" и оних из унутрашњости – први су били за прихватање краљевог предлога, други су га одлучно одбацили, На радикалском скупу у Нишу фебруара 1886. од 44 присутних радикала, највећи број је био из унутрашњости. Супротности су биле велике; напредњаци су ослабили, а краљ прилично пољуљаног самопоуздања после пораза у рату, хтео је да напусти престо. Радикали су се понадали да ће му видети леђа и преговори су пропали. Краљ је лоше проценио ситуацију, а то доказује и договор између либерала и радикала, потписан на Цвети 1886. године. Ова прва коалициона влада у нововековној српској држави била је кратког века. Предводио ју је Јован Ристић, а била је на управи у другој половини 1887. године.
Напредњаци нису могли да пруже јачи отпор, а покушај да предухитре радикале и ојачају свој положај савезом са либералима није уродио плодом. Многи чланови странке су били искључиви и нису прихватали да се преговара са либералима. Вође су објашњавале да у противном не може доћи до уставне реформе, будући да краљ тражи у радикалима савезнике да би спречио уставну реформу. „Либерали траже данас заједно с нама Устав са свим уставним гаранцијама као што га имају остале образоване земље, а радикали су вазда тражили Устав који би сваки аукторитет државни поништио и створио широко поље за анархистичку трку која је до данас била једини програм радикала у Србији. И кад би радикали хтели радити на уставној реформи ми, по свој прилици, не би могли примити њихов Устав. Он би био за земљу много опаснији од Устава који данас постоји“, писао је Милан Пироћанац, један од лидера напредњака.
Од времена српско-бугарског рата, краљ није успео да поправи своју позицију. Либерално-радикалску владу 1887. заменио је чисто радикалском, али тај експеримент је показао да протекли догађаји ни краља, ни радикале нису уверили да им ваља сарађивати У таквим околностима тешко да је могло доћи до каквог конструктивног споразума, те не чуди што су се односи краља и радикала стално погоршавали. „Ја и Радикална странка стојимо једно према другом са запетим револверима. Од тога ко први опали зависи хоћу ли пасти ја и моја династија или ће потећи крв у овој земљи; говорио је краљ Милан 1888. године.
Паја Михаиловић, један од бескомпромисних радикала, на више места у својим забелешкама пише да је много пута са партијским друговима, али и са либералним прваком Рибарцем, разговарао на тему како да се Србија ослободи Милана Обреновића, тј. како га „смакнути с престола". Та непомирљива струја у Радикалној странци радила је непрестано на остварењу свог плана и Милан је то преко својих шпијуна знао – он је „у главу“ знао све непријатеље династије и није се варао што се тиче њихове намере – а то је физичко уклањање краља са престола. Поред Паје Михаиловић који у свом дневнику бележи да је главни циљ био уклањање династије, исто тврди и Пера Тодоровић. Он је чак истицао да у Србији има пуно људи којима је промена владара на првом месту и да је та чињеница заправо опште позната ствар. Логично, краљ Милан се борио свим средствима за опстанак. Он је, узалуд, придобио уза се неке од радикалних првака („дворски радикали"), али они нису могли утицати на екстремније крило које је хтело да се краљ уклони с престола. Било је међу таквим радикалима и мешетара, попут Димитрија Катића за кога је Паја Михаиловић тврдио да је био „сумњив и опак, прави шерет“. А ништа боље мишљење није имао ни о другом „народном трибуну" Ранку Тајсићу. То је утисак њиховог партијског друга, иначе страначког „чистунца" који је тврдио да радикали који су дошли на власт после Миланове абдикације нису ништа бољи од напредњака или либерала, мислећи на корумпираност и несавесно обављање државних послова, као и на осионост и уображеност која им „удари у главу“ кад се дочепају фотеља.
Увидевши да је опстанак династије угрожен, краљ је био одлучан да предузме њено спасавање, То је учинио, опет, на њему својствен начин, Решио је да грађанима уставом да оне слободе које уживају грађани свих цивилизованих земаља и тиме да избије радикалима главно оружје из руку; а династији осигура опстанак.

### Српско-бугарски рат 1885. године и његове последице
На погоршање односа са Бугарском утицала су спорна питања између два суседа:
- Емигрантско питање – уклањање српских емиграната са српско-бугарске границе, чији се број умножио након Тимочке буне 1883.
- Брегово – спор настао услед промене тока реке Тимок, услед чега је место Брегово које се налазило на српској страни дошло на бутарску страну. Требало је споразумно извршити размену територија, повлачењем српских граничних власти из карауле у Брегову и уступањем Србији земљишта које је, због тока Тимока, засецало у њену територију.
- Боравак митрополита Михаила у Софији, након решења просветно-црквених власти Србије да мора напустити положај јер није прихватио Закон о таксама изгласан у Народној скупштини.[94]

Србија је одбила да једнострано повуче стражаре у караули код Брегова и бугарски војници су почетком јуна 1885. године заузели ово место на силу. Русија даје подршку Бугарској да не пристане на преговоре са Србијом у циљу превазилажења спорова. Одбијање српских захтева од стране бугарске владе довело је 10. јуна 1885. године до прекида односа између две земље. Идеја о посредовању и уклањању спора дипломатским средствима потекла је од Бизмарка, који је настојао да се избегне неминовни рат ако би Аустро-Угарска стала иза свог штићеника – Србије, а Русија иза свог – Бугарске.
Тако се у српско–бугарске односе уплео, као посредник, Тројецарски савез. Децембра 1884. године бугарски кнез Александар Батемберг понудио је краљу Милану да се њих двојица непосредно споразумеју око спорних ствари. Као пријатељи, лако су се договорили да Бугарска врати Србији Брегово, које ће потом бити замењено са одговарајућим земљиштем на другом делу границе, затим да се емигранти не смеју настањивати у граничном појасу ширине 50 км. Под утицајем Русије, бугарска влада Стојана Каравелова одбила је да потврди одлуке два владара. Тиме је Русија жигосала кнеза Батемберга као непоуздану личност у заштити националних интереса, а српско-бугарски преговори постали су средство за обрачун Русије са кнезом Батенбергом.
У лето 1885. српски емигранти убрзавају припреме за нову буну, не били истовремено извршили упад у Србију са 3.000 људи из Бугарске и 1.000 из Црне Горе. Вођа радикала Никола Пашић, који је боравио у Бугарској као емигрант, припремао је људе и оружје, а митрополит Михаило, такође као емигрант, радио је преко својих веза на придобијању званичних и незваничних кругова у Русији за дизање буне у Србији, чији је циљ свргавање Милана Обреновића са престола. Влада Милутина Гарашанина је сазнала за овај план, док је званична Русија одлучно демантовала да има било каквог удела у њему, будући да су цар Александар Ш и шеф дипломатије Гирс били свесни да евентуални рат може да доведе аустроугарску војску у Србију, што она никако не жели. У ишчекивању упада емиграната, српска влада ставила је у приправност војску у Зајечарском окруту, али до акције из Бугарске није дошло.
Уместо ње, стигла је вест да је 18. септембра 1885. године у Пловдиву, престоници Источне Румелије, букнула револуција и да је дошло до уједињења Кнежевине Бугарске и Источне Румелије („Пловдивски преврат"). Краљ Милан и његови министри су тај чин доживели као рушење међународног поретка заснованог на Берлинском уговору и почетак остварења Велике Бугарске из Сан-Стефана. Краљ Милан је захтевао реципроцитет, јер „уколико се ствара Велика Бугарска и други народи морају да добију оно што им припада". Био је изричит пред страним представницима да ће Србија, не само тражити надокнаде у Бугарској, већ ће са Турском, са којом има истоветне интересе, склопити савез против заједничког непријатеља – панславизма. Јавна осуда Русије, односно њене балканске политике, додатно је погоршала српско-руске односе. На седници владе решено је залагање за зтаћ из дио створен у Берлину, а ако га је немогуће одржати онда радити да Србија добије територијалну накнаду.
Русија је на вест о Пловдивском преврату наредила повлачење свих својих официра из бугарске војске и захтевала је смену Батенберга, пре свега јер је уједињење дошло изнутра под кнежевом палицом а не под руководством Русије. Заоштравање бугарско-руских односа наводило је цара да помишља на заузимање Цариграда, „да би се једном за свагда учврстили у мореузима ... а све остало што се дешава на Балканском полуострву за нас је другостепено.”
Конференција амбасадора шест великих држава потписница Берлинског уговора одржана је 4. октобра 1885. године. Дошло је до размимоилажење у погледу два питања: накнаде Србији и положаја кнеза Батемберга. Аустро-Угарска је настојала да помогне Србију и краља Милана у погледу надокнаде и да одржи Батемберга на престолу, док је Русија тражила повратак зта в дио у Источној Румелији. На поновној конференцији амбасадора великих сила 5. новембра 1885. у Цариграду Немачка и Аустро-Угарска су заузеле став да је повратак на !ашв дио немогућ, а под тим утиском био је и краљ Милан. Када је 13. новембра дошло до мањег бугарског напада на граници, српска влада и краљ су 14. новембра званично објавили рат Бугарској.
Србија није била спремна за рат, а војно уређење земље, према Закону о стајаћој војсци (1883) није било довршено. Стални кадар једва је бројао 28.000 одслужених војника. Српска војска је прешла границу и потиснула на свим правцима бутарске трупе. Заузети су Цариброд, Кула, Трн, а бугарска војска код Видина је разбијена. У победу српске војске више нико у Европи није сумњао. Пут ка Софији је био отворен. Краљ Милан се колебао и уместо ка Софији он се задржао са врховном командом у Цариброду. Бугарска је консолидовала своје снаге, и поразила је српску војску на Сливници другог дана битке 19. новембра 1885. Краљ је наредио повлачење према Пироту, иако са војне тачке гледишта ситуација није била опасна. Он је истовремено затражио од Аустро-Угарске посредовање у преговорима. Милутин Гарашанин је успео да убеди краља да се одмах крене у напад, али аустроугарска дипломатија то више није дозволила, већ је преузела кораке за склапање примирја.
У међувремену до поновног напада српске војске није дошло, а Бугари су 28. новембра ушли у Пирот, одакле су се повукли под претњама из Беча да ће кнезу Батембергу отказати подршку, и да је онда окупација Бугарске од стране Русије сасвим могућа. На прве непроверене гласове да Бугари надиру ка Цариброду, краљ Милан наредио је да се српски штаб евакуише ка Пироту. Краљ је говорио: „Не могу овде остати, нећу да ме Пашић и његови воде везаног кроз Софију." Док су Бугари нападали једну српску дивизију, оне друге су „стајале и гледале“, јер практично није било команде која обједињава целину. На левом крилу, Дунавска дивизија је потиснута, што је условило померање српског средишта и десног крила. После четири дана борби, српска војска не само да није успела да продре ка Софији, него се повлачила. „Ноћ нас затече у рововима, Ни ми ни Бугари нисмо могли да кренемо ни стопе напред. У 22 часа стиже наређење да одступамо ... Војници су гласно протестовали и гунђали: Па зашто смо се тукли цео дан док смо довде дошли!" записао је Живојин Мишић, тада поручник и командант чете у 5. пуку Дринске дивизије.
Мир је склољен 3. марта 1886. године у Букурешту. Последице рата на унутрашње прилике: Тешка политичка криза која је нагнала краља Милана да почне да размишља о абдикацији; продубљивање сукоба у односима између краљевског пара, који је окончан разводом октобра 1888. године; попуштање радикалима – ослобађање осуђених 1886. и компромисан Устав из 1889. године.
Последице рата на спољнололитичком плану: лоши односи са Бугарском; слаба подршка Аустро-Угарске у рату отворила је сумњу у оправданост проастријског спољнополитичког курса; доминантан утицај Русије у Бугарској и протеривање кнеза Батемберга са престола 1887; Заоштравање немачко-руских, самим тим и аустро-руских односа, што је у српској јавности давало наде у очекивани окршај између германског и словенског света који ће, овога пута, бити у корист Словена. Тиме је дискредитована спољна политика краља Милана.

### Развод краљевског пара, устав и абдикација

#### Развод краљевског пара
Као вид првог попуштања пред народом, краљ Милан је још 1. новембра 1887. године одобрио да збачени епископ и митрополит Михаило добија пензију, али не и право повратка у Србију. Исте године је и продужена важност Тајне конвенције уз додатну одредбу да ће Аустроугарска штитити интересе Обреновића. То је била политичка припрема за краљеву абдикацију и стварање погоднијег терена да га наследи његов син Александар.
Милан Обреновић је много пута говорио да неће да буде титуларни владар, као што су краљеви Румуније и Грчке. Обелодањивањем намере да је спреман да да земљи слободоумни устав изазвано је чуђење јавности и неверицу код политичара, Владу је поверио Николи Христићу која је била на управи од априла 1888. до фебруара 1889. Иако је наводно била непартијска, највише чланова Владе потицало је из редова напредњака. Највише енергије за време мандата ове Владе утрошено је на краљев развод.
У прве брачне недаће краљевски пар је упао још 1883. Уследиле су све жучније расправе које су били личне и политичке природе. После стицања државне независности 1878. и прогласа Србије за краљевину 1882. дошла је једна од најсложенијих деценија у нововековном државном развитку у којој су се сударили савремене државне и политичке потребе са доминантним традиционалним и архаичним друштвеним оквирима. Атентати на краља, побуне против државне власти, неплаћање пореза, с једне стране, и либерални закони и уређење државне администрације и просвећивања нације, с друге стране, били су крупан изазов за владарски пар. На ове тегобе надовезале су се сложене спољнополитичке околности. Краљица се мешала у државне послове и потхрањивала подозрење свог несигурног и бројним тегобама оптерећеног мужа. Међу њима се развила борба око превласти и престижа. Обострано неразумевање било је дубоко укорењено између краљевског пара. Имајући у виду да су обоје били деца из несрећних породица, да су рано остали без једног или оба родитеља, да нису имали ваљано образовање и васпитање, све и да су и хтели да живот посвете личној срећи и општем државном добру, ниједно од њих није знало како то учинити. Због амбиције да буде регенткиња сину у време када су краљу падале на ум мисли о напуштању престола, између краља и краљице продубљени су неспоразуми. Краљица је писала мужу 1886. и нудила да се ради сина обоје промене и признавала своје пропусте. Фактички, њихов брак је окончан 1886, иако је до формалног развода до шло тек у јесен 1888.
Априла 1887. потписала је споразум са краљем, по којем је са престолонаследником 1888. требало да борави у некој од вароши у Немачкој, с тим што би тачно место боравка у којем ће отпочети његово васпитање под надзором мајке било одређено у пролеће 1888. Одмах је са сином отишла на Крим, одакле су се вратили крајем јула. Одлука да путује на Крим и са собом поведе престолонаследника била је, добрим делом, јавна демонстрација против проаустријске политике мужа. О њој се до тада није пуно знало у Русији, али се услед лоших руско-српских односа Русија више заинтересовала за краљеву жену „Рускињу“. На Криму је дочекана по званичном протоколу који подразумева њену краљевску титулу, али очекујући да се вести о абдикацији краља Милана обистине, званична Русија се трудила да задржи позицију само пажљивог посматрача. По повратку с пута краљица је отпутовала у Буковичку бању, а син са оцем у Пешту. Напустивши Београд 16. августа 1887, у Пешти је узела сина од оца и продужила за Визбаден. Отуда су почетком новембра 1887. отишли у Италију а почетком маја 1888. вратили се у Немачку. Њено инсистирање да се по сваку цену врати у Београд довело је до тога да је краљ 24. јуна 1888. поднео цркви захтев за развод брака. Владике су тражиле да се претходно учини корак ка измирењу и краљ је одустао од развода под условом да краљица пристане да до синовљевог пунолетства 1893. не долази у Србију без изричитог позива. До тада би са сином боравила у Визбадену и надзирала његово школовање. Ако не прихвати предлог, краљев изасланик је требало да краљевића одведе у Србију и након тога би се приступило разводу краљица је била слаб преговарач. Одбила је споразум, те јој је краљевић одузет и послат оцу 13. јула 1888. Убрзо се покајала и после неколико дана писала је да ће пристати на сваки споразум који ће јој вратити сина а неће вређати њено достојанство, 19. августа предложила је краљу нешто измењен споразум из Визбадена, али га је он одбио. Брак је разведен 24. октобра 1888, али она није признавала развод и сматрала га је незаконитим. Међутим, правна снага разводу дата је Уставом из 1889. у коме се краљица не спомиње. У одељку о краљу, она се сматра разведеном женом која је настањена изван земље.

#### Доношење новог устава
У доношењу новог Устава Влада није имала удела у његовој изради, али је не мали апсурд било то што је Србија примила најлибералнији Устав из руку конзервативног кабинета на челу са Христићем.
Краљ Милан је заправо мењао читав систем да би спасао династију и припремио своју абдикацију. Како је јачање радикала било неминовно по новом Уставу, краљ је мислио да ће се смањити антагонизам међу партијским вођама ако све три партије договорно раде, те на тај начин неће бити таквих проблема са којима се он сучавао од ступања на престо. Надао се да ће се можда напредњаци и либерали приближити пред опасношћу од радикала. Краљеви прорачуни су показали своје недостатке у самом старту: при изради устава, краљ је желео да се спорне ствари реше консензусом све три партије, али је напредњачки лидер Милутин Гарашанин то одбио. Ни радикали нису били вољни да се концензусом постигне договор. Постојала је бојазан како ће Нацрт устава проћи кроз скупштину због чланова странке из унутрашњасти који су седели у парламенту –краљ је хтео да Скупштина усвоји устав „од корице до корице", што је значило да даљих погађања и цењкања неће бити. У супротном, краљ би октроисао устав, именовао намеснике и напустио земљу.
Други важан фактор за доношење либералног устава потицао је из краљеве намере да своја овлашћења у одгоју краљевића обезбеди и након силаска са престола, а да права краљице-мајке миноризује, У томе је и успео, пошто се претходно развео од краљице Наталије 24. октобра 1888. године.
Два дана пошто су Србске новине објавиле развод брака, краљ је 26. октобра издао Прокламацију, којом се наређују избори за Велику народну скупштину за 2. децембар, а сазив Скупштине за 13. децембар. На истом месту краљ излаже своју намеру да се Устав донесе споразумно са свим странкама, без надглашавања. Начин рада договорен је између краља и шефова странака. Први састанак Великог уставотворног одбора одржан је 3. новембра. Истог дана формиран је деветочлани Ужи уставотворни одбор у који су ушла по три представника из сваке странке. Његове седнице су одржаване у згради Министарства иностраних дела, али су биле тајне, тако да нико од министара није походио састанке. За време док је Одбор са краљем радио на изради нацрта Устава Влада је имала задатак да предузме мере које ће гарантовати слободу избора обећану прокламацијом.
Избори су имали да се спроведу по Изборном закону из 1870. године, по коме су најпре по срезовима вршени избори повереника, који су пар дана касније бирали народне посланике. Бирачко право имали су сви српски држављани старији од 21 године, који су плаћали 15 динара грађанског данка. Било је много лакше говорити о слободи избора, него је остварити. У Србији 19. века резултат избора зависио је готово увек од тога која је политичка странка на власти, односно која странка спроводи изборе. Тарнитура полицијских чиновника регрутована из Напредњачке странке није могла да се помири са чињеницом да су јој дани одбројани и да ће слобода избора довести на власт радикале. Зато су се на изборима за поверенике, упркос наредби министра унутрашњих дела, дешавале многе незаконитости, које су углавном иницирале локалне напредњачке власти покушавајући да се спасу изборног пораза.
Са друге стране, радикали су се позивали на краљеву реч и нису хтели да пропусте ни најмање агитације полицијских власти које је било просто немогуће апсолутно елиминисати. Нико није био задовољан – радикали су се жалили министру и краљу на мешање среских и окружних власти, а немоћни напредњаци на „притисак оздо“ Због тога су први избори повереника, одржани у другој половини новембра, представљали неку врсту пробног гласања и провере да ли је и под којим условима могуће у Србији спровести на биралиштима вољу бирача. Резултати су били поражавајући.
У више срезова дошло је до нереда који су претили да се изроде у праве буне. Најкритичније стање било је у Чачанском округу. Избори су поништени због неправилности и притисака власти и наређени су нови. Иако су радикали пружали отпор, напредњаци су успели да репресивним мерама заплаше народ. Од укупног броја гласача, на биралишта је изашло нешто више од трећине.
Краљ је увидео да Влада није способна да гарантује слободне изборе и да се напредњаци неће тако лако одрећи власти. Осим тога, до тада ниједни избори у Србији нису извршени без притиска полиције, за коју је било незамисливо да поштује вољу бирача. Да би краљ остао доследан прокламацији, није било друге могућности него да се извршени избори повереника пониште и нареде нови. Краљ је указом обављене изборе прогласио неважећим, а нове заказао за 16. децембар 1888, померивши самим тим и дан сазива Велике народне скупштине на 23. децембар. За надзирање нових избора одређене су специјалне комисије, „Краљевске надзорне комисије”, које су бројале по три члана – из сваке партије по један. Христић је 29. новембра издао упутство за њихов рад, у којем је нарочита пажња посвећена оним деловима изборне процедуре због којих су жалбе у претходно одржаним изборима биле најчешће, Комисије су прво морале да утврде исправност бирачких спискова и да провере да ли су их општинске власти по закону на време изложиле на слободан увид јавности. Затим су имале да се увере да ли су дан, место и време одржавања избора благовремено објављени. Чланови комисије су били задужени да прате изборне процесе од почетка до краја и да се при том постарају да сваки бирач да свој глас посебно, а ни у ком случају акламацијом. Бележење и пребројавање гласова такође је имало да се обави под њиховим непосредним надзором. Под истим условима прописано је и бирање народних посланика. У упутству министар је изричито нагласио да се њему морају свакодневно подносити извештаји о томе у којој су општини дотичног дана обављени избори и да ли су се одвијали у складу са законом.
Изборни резултати показали су право расположење народа који се у огромном броју изјаснио за радикале. Од укупног броја народних посланика било је само 4 напредњака, 94 либерала, 40 без партијске боје и чак 457 радикала.
Од 6. до 21. децембра Велики уставотворни одбор претресао је нацрт Устава, да би га сутрадан, 22. децембра, потписали сви чланови осим Димитрија Катића и Ранка Тајсића. Радикали нису били у потпуности задовољни уставним пројектом, иако су на почетку рада били упознати са краљевим планом да ће Устав бити компромисни и резултат „двостраног уговора између круне и народа". Краљ је у више наврата на седницама Одбора понављао да даје оно што се може, али да неће дозволити да у Устав уђу било какве претераности као у „данајско буре", Приликом израде Устава, краљ је око спорних питања прибегавао специјалној методи притиска како би приморао радикале на попуштање- претио им је Николом Христићем, Иако не тако страшан као у време Тимочке буне, спомињање Христићевог имена морало је да пробуди код радикала сећање на тешке окове, мрачне ћелије и смртне пресуде, Небројано пута краљ је понављао: „Од воље вам зависи. Моја ће влада поднети Скупштини реферат о свему досадашњем раду и свој предлог Устава да га просто прими, или одбаци. Шта би било даље – то нећу критити ...не би требало да ме доведете до алтернативе...”
Влада је за време израде Устава страховала да радикали у Одбору не тактизирају са попустљивошћу само из разлога да се дође до Велике скупштине, где ће побуном скупштинске већине и опструкцијом одбацити поднети предлог. Још једна велика зебња међу министрима била је изазвана антидинастијским осећањима код радикала, која су сада врло лако могла испливати на површину. Влада је почетак рада Скупштине чекала припремљена за све могућности.
У згради Народног позоришта председник Владе је читањем указа отворио 30. децембра први редовни састанак Велике народне скупштине. Другим указом краљ је дао овлашћење Влади да Скупштини упути предлог Устава „те да она реши да ли га усваја у целини". Оформљен је и скупштински одбор од 54 члана за проучавање предлога. Београдски радикали су показали више разумевања и склоности ка компромису од својих другова у унутрашњости. Уморни од десетогодишњег прогона, они су били спремни да прихвате Устав „од корице до корице" како је краљ Милан тражио. Међутим, такозвани народни трибуни, нису хтели да се поведу за својим вођством. Изабрани скупштински Одбор почео је да претреса члан по члан уставног Нацрта у присуству Владе. До сукоба је дошло када је министар Владан Ђорђевић ставио примедбу Одбору на такав начин рада јер је у краљевом Указу изричито наглашено да се о поднетом предлогу може расправљати само у целини.
Уз екстремне радикале стала је великошколска омладина која је 25. децембра упутила скупштинском радикалном клубу проглас, којим опомиње посланике радикале да се нацрт Устава коси са програмом Радикалне странке, као и са њеним дотадашњим радом.
Главни одбор странке је покушавао да преко партијског листа утиче на своје другове из унутрашњости и придобије их да гласају за Устав. На другом редовном састанку Велике народне скупштине од 2. јануара 1889. Стојан Протић је прочитао извештај већине уставног скупштинског одбора, а Пера Максимовић извештај мањине. Гласање је дало следећи резултат: 498 „за, 75 „против“, 3 „уздржана“ и 15 посланика нису присуствовали седници. Сутрадан се приступило потписивању протокола и новог Устава. Мада познат у историографији као Устав из 1888. године, заправо је изгласан у Скупштини 1889. по новом календару те је оправдан и тачан назив Устав из 1889. Радикалска скупштина „пет шестина усвојила је великом већином Устав без измена. Србија је постала уставна нарламентарна монархија са једнодомним скупштинским представништвом.
Прерогативе Круне по уставу: Краљева је личност неприкосновена. Краљу се не може ништа у одговорност ставити, нити Краљ може бити тужен. Законодавну власт врше Краљ и Народно Представништво заједнички (Краљ потврђује и проглашава законе). Извршну власт врши владар преко својих одговорних министара по одредбама овога Устава. Министре поставља и разрешава Краљ, из редова скупштинске већине. Краљ поставља све државне чиновнике. У његово име и под његовим врховним надзором врше своју власт сва земаљска надлештва. Краљ је врховни заповедник све земаљске силе, заступа земљу у свима односима са страним државама. Он оглашује рат, закључује уговоре мира, савеза и друге, и саопштава их Народној Скупштини, у колико и кад интереси и сигурност земље то допуштају.
Скупштина: Обична и Велика; Пуна законодавна власт (значи и законска иницијатива) – Никакав закон не може се издаши, укинуши, изменити или протумачити без пристанка Народне скупштине; Пуно буџетско право (стари се буџет може продужити само ако је скупштина распуштена и то најдуже до 4 месеца); Једнодомна; Трогодишња скупштинска периода; Нико и никад не може узети посланика на одговор који је дао као члан Скупштине, а за своје говоре у Скупштини посланици не одговарају никоме другом сем самој Скупштини; Избори су непосредни и тајни (куглицама); Подела мандата системом изборног количника (Д'Онтов систем); Изборни цензус и даље – активно бирачко право (21 година и 15 динара годишњег пореза), пасивно бирачко право (30 година и 30 динара пореза); Квалификовани посланици (из сваког округа по два посланика са факултетом), који се бирају истог дана и на исти начин као и остали посланици, али одвојено од њих; Велика народна скупштина – два пута већа од обичне и сазива се кад се решавају питања; у случају да престо остане без наследника, приликом избора краљевских намесника, решава о изменама у уставу, о смањивању или размени неког дела државне територије и кад краљ нађе за сходно да је саслуша.

#### Абдикација
Пошто је Скупштина усвојила Устав онако како је то краљ желео, европска дипломатија је имала утисак да краљ Милан апсолутно влада ситуацијом. Солзбери је био веома задовољан због повољног исхода српске кризе, а Хенгелмилер и Калноки истицали су значајну улогу краља Милана током читавог рада на Уставу и његовом усвајању у Скупштини; коментарисали су да су радикалски сељаци задовољни отишли кућама јер су добили све што су тражили. Вест да краљ хоће да напусти престо изненадила их је, сада када је у „свему успео" и када је „учврстио свој положај“. У Аустро-Угарској абдикација је узимана као победа руске политике на Балкану.
Много се манипулисало у јавности са наводним нервним растројством краља Милана услед које је одлучио да се повуче. У једном поверљивом извештају Хенгелмилера посланик монархије каже да је Милан „нормално расположен". Разговор Милана и Сечењија у Бечу, марта 1889, показује да је краљ свој силазак са престола добро испланирао и да је још тада имао јасан циљ шта ће после тога радити. Аустро-Угарском званичнику набројао је двадесет разлога за оно што је учинио, од којих је сваки за себе био довољан. Мотиви су били лични и политички. Краљево биће не подноси „српски недисциплиновани карактер"; краљ је употребио све начине да усади, укорени, своја политичка гледишта, али без успеха. Завршио је Устав под којим он не може, али би неко други могао владати. Учинио је то да спасе династију. Сину, кад постане пунолетан, не остаје ништа друго до да укине устав, размишљао је бивши краљ. До тада он ће радити на томе да му син буде привржен, те ће он, као отац, доцније извршити улогу полуге која ће преокренути ствари у свом правцу. Све указује на смишљен политички потез, настао као потреба да се спасе династија и престо, а не на неуротичан и хистеричан чин како се обично истиче. На питање Сечењија зашто није изабрао другачији пут, Милан Обреновић му је одговорио да је политички систем у Србији неизвестан и да није могао поступити другачије. Крунисане главе, изузев Фрање Јосифа, нису му наклоњене, тврдио је, те подршку са стране није имао.

Краљеве калкулације у вези угрожености династије биле су оправдане. Само две недеље након одласка из земље по абдикацији, антидинастичка струја у земљи, а нарочито у Радикалној странци, све више је расла. Товорило се да је „пола посла свршено", Међутим, носиоци антидинастичког покрета нису добили подршку великих сила – Русије и Аустро-Угарске. Два монарха су подржала миропомазање малолетног краља Александра у Жичи, у лето 1889. године и кнез Црне Горе Никола Петровић, није више помињан као кандидат за српски трон, уместо Обреновића.
На прослави Дана Краљевине 22. фебруара 1889, краљ Милан је објавио своју абдикацију. Силазећи са престола, краљ Милан је, по Уставу, одредио три намесника (Ристића, Протића и Белимарковића), који су имали владати до пунолетства краља Александра.

#### Просвета у Србији за време краља Милана
Краљ Милан је за просвету у Србији издвајао значајна средства и имао посебних заслуга. За време његове владавине основна школа, гимназија и Велика школа су добиле виши ниво. Број школа се свуда увећавао. Заслужан је и за оснивање Академије наука. Велики број ђака школовао се о његовом трошку на највишим школама у иностранству. За најбоље темате ђака Велике школе издвајао је годишње по 120 дуката током своје целе владавине. Кад се повлачио са престола, Великој школи је поклонио земљиште за Ботаничку башту Јевремовац.

## Делатност након напуштања престола
После уступања престола своме малолетном сину, краљ Милан се још неко време задржао у Србији. Након повратка краљице Наталије у Београд, да се нађе младом Александру, Милан је успео да испослује њено прогонство, што је изазвало нереде 1. јуна 1891. године у Београду у којима су пале и две жртве. Краљ Милан је постао непопуларан. Од руског двора је изгледа добио новчану помоћ од од два милиона динара под условом да се заувек повуче из Србије.
Влада је на основу Милановог пристанка да испуни овај захтев, 14. марта 1892. донела закон по коме се краљу Милану забрањује боравак у Србији и поново добијање српског држављанства без приволе Народне Скупштине. Само у случају болести краља Александра, Милан је имао право да дође и да остане у Србији за време трајања болести. У међувремену, краљ Александар је извршио државни удар и прогласио се пунолетним.
После првог одласка и повратка у Србију, краљ Милан је у пролеће 1895. по други пут напустио Србију, а у земљу се вратила опет протерана краљица Наталија Обреновић.

## Командант Активне војске (1897—1900)
После новог договора са сином, Милан се поново враћа у Србију 7. октобра 1897. Александар му је дао положај врховног команданта активне војске, а Милан ју је почео оспособљавати и осавремењавати уз помоћ Димитрија Цинцар-Марковића.
На Милана Обреновића је покушан још један атентат, на Ивањдан 1899. када је један радикал покушао да га убије. Милан Обреновић је одмах почео нови обрачун са радикалима. Док се Милан возио отвореним колима, од пет испаљених метака један га је лакше ранио. На краља је пуцао Ђуро Кнежевић из Босне. Пашић је ухапшен и доведен у Биоград (Београд). За краљевског тужиоца задуженог за подизање оптужнице против починиоца овог кривичног дела именован је лични пријатељ краља Милана - Василије Симић (1866—1931), бивш. председник београдског Варошког суда, из породице која је била одана династији Обреновић, током више генерација. Текст оптужнице одговарао је материјалној истини али и непогрешивој Симићевој процени о улогама одређених личности у њој које је оквалификовао као неоспорне саучеснике атентатора Кнежевића. О самом атентату су пуно писали многобројни његови савременици, а у првом реду проф. Слободан Јовановић (1869—1958) и Живан Живановић (1852—1931). Атентатор Кнежевић је на концу процеса и осуђен од Преког суда на смрт стрељањем.
 
За заслуге у реформи војске краљ Милан је 1900. године, унапређен у чин армијског генерала. Овај чин до тада није постојао у српској војсци. Дизајн еполете за овај чин ће по смрти краља Милана преузети нови чин војводе уведен 1901. године.

## Женидба краља Александра Обреновића и Миланова реакција
До нових проблема са краљем Александром долази после његове одлуке да се ожени Драгом Машин. Краљ Милан га је прекорио у писму и није му дао благослов. Пре тога, Милан је отпутовао из Србије крајем 1900. године како би преговарао управо о његовој женидби.
Као реакција на Александрову одлуку да се ожени Драгом, Милан је преко његовог ађутанта Илије Ћирића послао писмо, које је касније било објављено и у европској штампи:
Владан Ђорђевић наводи да је то писмо аутентично из најмање два разлога. Први је тај што када је писмо изашло у пештанским новинама, Милан је живео у Бечу, и није га демантовао, а постоји могућност да је он писмо лично дао свом пријатељу Еугену Зичију, који је даље то преусмерио новинама. Други је тај што је Ђорђевић рекао да је при разговору са Миланом после Александрове објаве женидбе, бивши краљ рекао да тако како краљ Александар хоће да се жени, не би могао да се ожени ни један бандијски подофицир, а камоли какав потпоручник српске војске.

## Смрт
Једно време је боравио у Карлсбаду, па затим у Темишвару, да би последње тренутке провео у Бечу.
Ту се смртно разболео од упале плућа. Лекарски конзилијум који га је прегледао је рекао да му нема спаса. Сматрало се да је цар Франц Јозеф, у знак добрих односа, обезбедио једну своју кућу у којој је болесни Милан боравио и послао мађарског грофа Ергенија Зичија да до задњег часа буде с њим, али је Милан у задњем периоду свог живота боравио у свом стану којег је купио пар месеци пред смрт.
Често су Милана спопадали такви болови, да је у очајању тражио револвер да прекрати себи муке. Док је био у агонији, успео је да се повери Зичију да се никако не сахрањује у Србији. Често би по престанку болова, грлио Зичија, говорећи:
Пријатељу, зар није страшно да тако млад умрем?
У бунилу је често дозивао вукове, а једном је и тражио да га воде у позориште да гледа комад Раковског. Преминуо је 11. фебруара 1901. у 47. години живота. У тренутку смрти су заједно са њим били његов брат од тетке Александар Константиновић, бивши лични лекар и пријатељ Владан Ђорђевић, гроф Еуген Зичи, посланик Србије у Аустрији Коста Христић, ађутант Александра Обреновића Лазар Петровић, Ђорђе Вајферт, Милан Богићевић и лекарски конзилијум који га је лечио. Сахрањен је у Манастиру Крушедол, поред кнегиње Љубице.
Постоје сачувани његови мемоари, први пут објављени на немачком језику 1902. године, а на српском језику тек 2019. године. Те мемоаре није он лично саставио, већ их је један немачки аутор написао на основу до тада прикупљених рукописа и података о њему, као и о неким биографским подацима које је сам краљ Милан написао.
Током 2020. пронађено је 27 страница краљевих писама на Француском језику. У њима он саветује свог сина принца Александра како да влада и изражава критичке ставове према тадашњим политичарима, попут Николе Пашића.

### Реакција краља Александра
У тренутку Миланове смрти његов син краљ Александар се налазио са супругом у Нишу. Према речима управника града Београда Боже Маршићанина, Александар се са супругом краљицом Драгом 11. фебруара (22. јануара) спремао да отпутује за Беч да посети оца. Када је дошла вест о Милановој смрти, према речима Маршићанина, Александар је био видно уплакан, црвених очију и веома тужан када је за то сазнао. У службеним новинама краљевине Србије је на врху насловне стране издата званична објава поводом тог догађаја, а Маршићанин је у својим белешкама за Александрову реакцију написао следеће:

## Писма краља Милана
На почетку 1897. године, уочи свог повратка у Србију, краљ Милан је упутио низ писама свом наследнику краљу Александру Обреновићу на Француском језику.
У писмима краљ саветује двадесетједногодишњег сина како да влада. Предлаже му да напусти проруску спољнополитичку стратегију своје мајке и премијера Пашића које иронично назива „светим” и да уместо тога „пије воду са два извора”, односно да не веже Србију само за једну велику силу. Краљ у писмима сину открива шта је сазнао из дипломатских кругова и са двора у Бечу. Значајна тема писама је и набавка оружја и потреба Србије да се наоружа, што по мишљењу краља Милана није могуће урадити легалним каналима тако да ће Србија морати да прибави оружје другим токовима. Модернизација и набавка наоружања за војску Србије показаће се кључним за победе у Балканским ратовима.
Новооткривена писма су значајну по томе што откривају додатну димензију личности и деловања краља Милана и показују рационалног човека и мудрог владара који добро познаје геополитичке прилике.
Писма су била изложена у Архиву Војводине у Новом Саду у Јуну 2020. и биће део сталне поставке Музеја књиге и путовања.

## Одликовања
Краљ Милан носилац је бројних домаћих и страних одликовања. Поред наведених одликовања, краљ је носилац свих краљевских ордена у рангу великог мајстора.

#### Домаћа одликовања
- Орден Светог Саве
- Орден Белог орла
- Орден Таковског крста
- Орден Таковског крста са мачевима
- Орден Милоша Великог
- Медаља за војничке врлине
- Споменица српско-бугарског рата

#### Страна одликовања[121]
- Орден Светог апостола Андреја Првозваног (Руско царство)
- Орден Светог Станислава (Руско царство)
- Орден Светог Александра Невског (Руско царство)
- Орден Свете Ане (Руско царство)
- Орден белог орла (Руско царство)
- Орден Светог Георгија (Руско царство)
- Краљевски орден Серафима (Краљевина Шведска)
- Орден светих Мауриција и Лазара(Краљевина Италија)
- Национални орден Легије части (Република Француска)
- Краљевски орден Калахуле (Краљевина Хаваји)
- Орден Светог Стефана (Аустроугарска монархија)
- Орден Франца Јозефа (Аустроугарска монархија)
- Орден Леополда (Аустроугарска монархија)
- Орден светог Хуберта (Краљевина Баварска)
- Орден Леополда (Краљевина Белгија)
- Орден Хенрика Лава (Војводство Брауншвајг)
- Орден светог Александра (Кнежевина Бугарска)
- Војни орден (Кнежевина Бугарска)
- Орден Слона (Краљевина Данска)
- Орден Лудвига (Велико Војводство Хесен)
- Орден Вендске круне (Војводство Мекленбург-Шверин)
- Орден светог Карла (Кнежевина Монако)
- Орден Данила I (Кнежевина Црна Гора)
- Орден холандског лава (Краљевина Холандија)
- Орден Петра Фредерика Луиса (Велико Војводство Олденбург)
- Орден Лава и Сунца (Персијско царство)
- Орден Христа и светог Бенедикта од Авиза (Краљевина Португал)
- Орден Спаситеља (Краљевина Грчка)
- Орден румунске звезде (Краљевина Румунија)
- Медаља за војне врлине (Краљевина Румунија)
- Орден Сакс-Ернестинске куће (Војводство Сакс-Мејнинген)
- Орден белог Сокола (Војводство Сакс-Вајмар-Ејсенах)
- Орден зелене круне (Краљевина Саксонија)
- Орден Карлоса III (Краљевина Шпанија)
- Орден Османлије (Отоманско царство)
- Орден Круне Виртемберга (Краљевина Виртемберг)
- Орден православних крстоносаца Свесветог гроба Господњег (Јерусалимска патријаршија)
- Ратна споменица за 1877-1878 (Краљевина Румунија)
- Спомен-крст за форсирање Дунава (Краљевина Румунија)

## Титуле
- 10. јун 1868. — 6. март 1882. Његово Светло Височанство кнез Милан М. Обреновић од Србије
- 6. март 1882. — 6. март 1889. Његово Величанство краљ Милан I Обреновић од Србије
- 6. март 1889. — 11. фебруар 1901. Његово Величанство краљ Милан Обреновић, гроф од Такова

## Грбови кнеза и краља Милана
Грб кнеза Милана Обреновића је црвени штит са кнежевском круном. Испод штита налази се лента, на којој је исписан мото династије Обреновић: Време и моје право. На штиту је грб Кнежевине Србије, бели крст на црвеном штиту, 1389. (Косовски бој) и 1815. (Други српски устанак) на антену, и усправни мач врхом нагоре, на патибулум крста, са по једним огњилом у сваком углу, док штит обухвата уроборос са кнежевском круном на својој глави. Грб је огрнут пурпурним хермелиновим плаштом, коме се на врху налази кнежевска круна.
Грб краља Милана Обреновића јесте јесте двоглави бели орао на црвеном штиту с краљевском круном. Испод штита налази се лента, на којој је исписан мото династије Обреновић: Време и моје право. Испод сваке канџе двоглавог орла налази се по један кринов цвет. На прсима му је овални грб Кнежевине Србије, бели крст на црвеном штиту, 1389. (Косовски бој) и 1815. (Други српски устанак) на антену, и усправни мач врхом нагоре, на патибулум крста, са по једним огњилом у сваком углу, док штит обухвата уроборос са кнежевском круном на својој глави. Грб је огрнут пурпурним хермелиновим плаштом, на чијем се врху налази краљевска круна.

## У популарној култури
- У филму Мулен Руж од Џона Хјустона из 1952 године краља Милана глуми Теодор Бикел у краткој сцени како купује уметничку слику у Паризу.
- У играном филму Тимочка буна из 1983. године, лик краља Милана је глумио Данило Лазовић.[122][123]
- У ТВ минисерији Крај династије Обреновић из 1995. године, лик старог краља Милана глумио је Александар Берчек.[124]
- У телевизијском филму Илка из 2003. године у режији Здравка Шотре, лик краља Милана глумио је Љубомир Бандовић.[125][126]
- У телевизијском филму Цветови зла из 2004. године у режији Бранка Митића, лик краља Милана глумио је Тихомир Станић.[127][128]
- У ТВ минисерији Последња аудијенција из 2008. године, лик краљ Милан је глумио Борис Миливојевић.[129]
- Албатрос, телевизијски филм заснован на биографији краља Милана Обреновића у режији Филипа Чоловића је снимљен 2011. године у продукцији РТС-а. У овом филму, лик краља Милана глумио је Бојан Жировић.[130]
- Синиша Љепојевић у књизи „Косово и Метохија, реалност, економија и заблуде“, на 116. страни доноси податак да после Српско-турског рата 1878. долази до вероватно највећег исељавања Срба са Косова, односно размене становништва и имовине. До 1878. године Албанци су били мањина на данашњем простору КиМ. Дошло је и до значајног пораста броја Албанаца на данашњем простору КиМ. Краљ Милан је после Српско-турског рата наредио исељавање десетина хиљада Албанаца који су живели у подручјима Топлице, надомак Ниша, и Јабланице, све до Лесковца.
- Дејан Михаиловић је написао роман „Подвизи и страдања Грофа од Такова”.[131]
- Воја Брајовић га је глумио у филму Ивкова слава из 2005. године

## Породично стабло
| \| \| \| \| \| \| \| \| \| \| \| 8. Теодор Михаиловић \| \| \| \| \| \| \| \| \| \| \| \| \| \| \| \| \| \| \| \| \| \| \| \| \| \| \| \| \| \| \| \| \| \| \| \| \| \| \| \| \| \| \| \| \| \| \| \| \| \| \| 4. Јеврем Обреновић \| \| \| \| \| \| \| \| \| \| \| \| \| \| \| \| \| \| \| \| \| \| \| \| \| \| \| \| \| \| \| \| \| \| \| \| \| \| \| \| \| \| \| \| \| \| \| \| \| \| \| \| \| \| \| \| \| \| \| \| 9. Баба Вишња \| \| \| \| \| \| \| \| \| \| \| \| \| \| \| \| \| \| \| \| \| \| \| \| \| \| \| \| \| \| \| \| \| \| \| \| \| \| \| \| \| \| \| \| \| \| \| \| \| \| \| \| \| \| \| \| \| \| \| \| 2. Милош Обреновић \| \| \| \| \| \| \| \| \| \| \| \| \| \| \| \| \| \| \| \| \| \| \| \| \| \| \| \| \| \| \| \| \| \| \| \| \| \| \| \| \| \| \| \| \| \| \| \| \| \| \| \| \| \| \| \| \| \| \| \| 10. Анта Богићевић \| \| \| \| \| \| \| \| \| \| \| \| \| \| \| \| \| \| \| \| \| \| \| \| \| \| \| \| \| \| \| \| \| \| \| \| \| \| \| \| \| \| \| \| \| \| \| \| \| \| \| \| \| \| \| \| \| \| \| \| 5. Томанија Богићевић \| \| \| \| \| \| \| \| \| \| \| \| \| \| \| \| \| \| \| \| \| \| \| \| \| \| \| \| \| \| \| \| \| \| \| \| \| \| \| \| \| \| \| \| \| \| \| \| \| \| \| \| \| \| \| \| \| \| \| \| \| \| \| \| \| \| \| \| \| \| \| \| \| \| \| \| \| \| \| \| \| \| \| \| \| \| \| \| \| \| \| \| \| \| \| \| \| \| \| \| \| \| \| \| \| \| \| \| \| \| \| \| \| \| \| \| \| \| \| \| 1. Милан Обреновић \| \| \| \| \| \| \| \| \| \| \| \| \| \| \| \| \| \| \| \| \| \| \| \| \| \| \| \| \| \| \| \| \| \| \| \| \| \| \| \| \| \| \| \| \| \| \| \| \| \| \| \| \| \| \| \| \| \| \| \| \| \| \| \| \| \| \| \| \| \| \| \| \| \| \| \| \| \| \| \| \| \| \| \| \| \| \| \| \| \| \| \| \| \| \| \| \| \| \| \| \| \| \| \| \| \| \| \| \| \| \| \| \| \| \| \| \| \| \| \| 6. Костин Катарџи \| \| \| \| \| \| \| \| \| \| \| \| \| \| \| \| \| \| \| \| \| \| \| \| \| \| \| \| \| \| \| \| \| \| \| \| \| \| \| \| \| \| \| \| \| \| \| \| \| \| \| \| \| \| \| \| \| \| \| \| \| \| \| \| \| \| \| \| \| \| \| \| \| \| \| \| \| \| \| \| \| \| \| \| \| \| \| \| \| \| \| \| \| \| \| \| \| \| \| \| \| \| \| \| \| \| \| \| \| \| \| \| \| \| \| \| \| \| \| \| 3. Елена Марија Катарџи \| \| \| \| \| \| \| \| \| \| \| \| \| \| \| \| \| \| \| \| \| \| \| \| \| \| \| \| \| \| \| \| \| \| \| \| \| \| \| \| \| \| \| \| \| \| \| \| \| \| \| \| \| \| \| \| \| \| \| \| \| \| \| \| \| \| \| \| \| \| \| \| \| \| \| \| \| \| \| \| \| \| \| \| \| \| \| \| \| \| \| \| \| \| \| \| \| \| \| \| \| \| \| \| \| \| \| \| \| \| \| \| \| \| \| \| \| \| \| \| 7. Смаранда Балш \| \| \| \| \| \| \| \| \| \| \| \| \| \| \| \| \| \| \| \| \| \| \| \| \| \| \| \| \| \| \| \| \| \| \| \| \| \| \| \| \| \| \| |                         |  |  |  |  |  |  |  |  |                      |  |  |  |
| |                         |  |  |  |  |  |  |  |  | 8. Теодор Михаиловић |  |  |  |
| |                         |  |  |  |  |  |  |  |  |                      |  |  |  |
| |                         |  |  |  |  |  |  |  |  |                      |  |  |  |
| |                         |  |  |  |  |  |  |  |  |                      |  |  |  |
| | 4. Јеврем Обреновић     |  |  |  |  |  |  |  |  |                      |  |  |  |
| |                         |  |  |  |  |  |  |  |  |                      |  |  |  |
| |                         |  |  |  |  |  |  |  |  |                      |  |  |  |
| |                         |  |  |  |  |  |  |  |  |                      |  |  |  |
| | 9. Баба Вишња           |  |  |  |  |  |  |  |  |                      |  |  |  |
| |                         |  |  |  |  |  |  |  |  |                      |  |  |  |
| |                         |  |  |  |  |  |  |  |  |                      |  |  |  |
| |                         |  |  |  |  |  |  |  |  |                      |  |  |  |
| | 2. Милош Обреновић      |  |  |  |  |  |  |  |  |                      |  |  |  |
| |                         |  |  |  |  |  |  |  |  |                      |  |  |  |
| |                         |  |  |  |  |  |  |  |  |                      |  |  |  |
| |                         |  |  |  |  |  |  |  |  |                      |  |  |  |
| | 10. Анта Богићевић      |  |  |  |  |  |  |  |  |                      |  |  |  |
| |                         |  |  |  |  |  |  |  |  |                      |  |  |  |
| |                         |  |  |  |  |  |  |  |  |                      |  |  |  |
| |                         |  |  |  |  |  |  |  |  |                      |  |  |  |
| | 5. Томанија Богићевић   |  |  |  |  |  |  |  |  |                      |  |  |  |
| |                         |  |  |  |  |  |  |  |  |                      |  |  |  |
| |                         |  |  |  |  |  |  |  |  |                      |  |  |  |
| |                         |  |  |  |  |  |  |  |  |                      |  |  |  |
| |                         |  |  |  |  |  |  |  |  |                      |  |  |  |
| |                         |  |  |  |  |  |  |  |  |                      |  |  |  |
| |                         |  |  |  |  |  |  |  |  |                      |  |  |  |
| |                         |  |  |  |  |  |  |  |  |                      |  |  |  |
| | 1. Милан Обреновић      |  |  |  |  |  |  |  |  |                      |  |  |  |
| |                         |  |  |  |  |  |  |  |  |                      |  |  |  |
| |                         |  |  |  |  |  |  |  |  |                      |  |  |  |
| |                         |  |  |  |  |  |  |  |  |                      |  |  |  |
| |                         |  |  |  |  |  |  |  |  |                      |  |  |  |
| |                         |  |  |  |  |  |  |  |  |                      |  |  |  |
| |                         |  |  |  |  |  |  |  |  |                      |  |  |  |
| |                         |  |  |  |  |  |  |  |  |                      |  |  |  |
| | 6. Костин Катарџи       |  |  |  |  |  |  |  |  |                      |  |  |  |
| |                         |  |  |  |  |  |  |  |  |                      |  |  |  |
| |                         |  |  |  |  |  |  |  |  |                      |  |  |  |
| |                         |  |  |  |  |  |  |  |  |                      |  |  |  |
| |                         |  |  |  |  |  |  |  |  |                      |  |  |  |
| |                         |  |  |  |  |  |  |  |  |                      |  |  |  |
| |                         |  |  |  |  |  |  |  |  |                      |  |  |  |
| |                         |  |  |  |  |  |  |  |  |                      |  |  |  |
| | 3. Елена Марија Катарџи |  |  |  |  |  |  |  |  |                      |  |  |  |
| |                         |  |  |  |  |  |  |  |  |                      |  |  |  |
| |                         |  |  |  |  |  |  |  |  |                      |  |  |  |
| |                         |  |  |  |  |  |  |  |  |                      |  |  |  |
| |                         |  |  |  |  |  |  |  |  |                      |  |  |  |
| |                         |  |  |  |  |  |  |  |  |                      |  |  |  |
| |                         |  |  |  |  |  |  |  |  |                      |  |  |  |
| |                         |  |  |  |  |  |  |  |  |                      |  |  |  |
| | 7. Смаранда Балш        |  |  |  |  |  |  |  |  |                      |  |  |  |
| |                         |  |  |  |  |  |  |  |  |                      |  |  |  |
| |                         |  |  |  |  |  |  |  |  |                      |  |  |  |

## Породица

### Супруга
| име              | слика | датум рођења  | датум смрти  |
| ---------------- | ----- | ------------- | ------------ |
| краљица Наталија |       | 14. мај 1859. | 8. мај 1941. |

- брак разведен 1888.

### Деца
| име             | слика | датум рођења        | датум смрти         | супружник                  |
| --------------- | ----- | ------------------- | ------------------- | -------------------------- |
| краљ Александар |       | 14. август 1876.    | 11. јун 1903.       | краљица Драга              |
| кнежевић Сергеј |       | 14. септембар 1878. | 19. септембар 1878. | умро пет дана после рођења |

### Дете (син из ванбрачне везе саАртемизом Христић)
| име             | слика | датум рођења | датум смрти | супружник |
| --------------- | ----- | ------------ | ----------- | --------- |
| Ђорђе Обреновић |       | 1889.        |             |           |

Поред Александра је имао и другог брачног сина Сергеја, који је преминуо убрзо после порођаја, и ванбрачног сина Ђорђа (Обрена).
Имао је праунука Панту преко ванбрачног сина Ђорђа, који је у Паризу без потомства преминуо око 2002. године.

## Занимљивости
- Трећи је по реду владар из династије Обреновић за кога је морало да се прави намесништво, а други који је малолетан наследио престо.
- Иако је после свог рођака кнеза Милана био други Милан на челу Србије, владао је под редним бројем IV, а после крунисања за краља под редним бројем I. До њега су Обреновићи редне бројеве одређивали по томе који је по реду владар из те династије тренутно на власти.
- Први је владар из гране Јеврема Обреновића.
- Трећи је владар из династије Обреновић после Милоша и Михаила који је у неком тренутку владавине абдицирао.
- Једини је владар из династије Обреновић који није преминуо током владавине.
- И након абдикације, а и касније за време његове команде активном војском, у објавама званичних државних новина је и даље ословљаван као краљ, а негде и као Краљ Отац.
- Неколико година после абдикације га је син Александар поставио за врховног команданта војске Србије, где је остао до прогласа веридбе његовог сина са Драгом Луњевицом.
- Био је нижи од свог сина Александра, што значи да је имао мање од 1,74m.[1]
- Службено је постао кнез са 14 година, добио је првог сина у 22 године, постао је краљ са 28, а абдицирао са непуних 35 година.
- Први је српски владар који је отишао на ходочашће у Јерусалим.Његова жена краљица Наталија је живела 40 година после његове смрти.
- Он и краљица Наталија су били рођаци у трећем колену, пошто имају истог прадеду и прабабу. Мајка Миланове мајке Марије, и мајка Наталијиног оца Петра су биле рођене сестре. Према речима Милан Јовановића Стојимировића, митрополит београдски Михаило вероватно није знао за ту родбинску везу у тренутку њихове свадбе 1875, јер је претходно правио велики проблем приликом сличне ситуације са кнезом Михаилом и Катарином Константиновић, а ни Јован Ристић вероватно није знао тада да су Милан и Наталија рођаци у 3. колену. Стојимировић-Јовановић закључује да је та свадба вероватно била замисао Миланове мајке, која је хтела да ожени сина својом братаницом.[132]
- На њега су званично извршена 3 неуспела покушаја атентата, а 4 ако се Смедеревски намештај не рачуна као несрећни случај.